# Lista över avsnitt av Vänner

Amerikanska Vänner logotypen från introsekvenserna av varje avsnitt.

Vänner (engelska: Friends) är en amerikansk tv-serie av typen situationskomedi, skapad av Marta Kauffman och David Crane. Den handlar om sex vänner som bor i New York.
Den första säsongen började sändas den 22 september 1994 i amerikansk TV, på nätverket NBC. Serien producerades av Kevin S. Bright, Marta Kauffman och David Crane Productions tillsammans med Warner Bros. Television, där den sändes ända fram till den 6 maj 2004.

## Säsongsöversikt
| Säsong | Säsong | Antal avsnitt | Sändningsdatum    | Sändningsdatum | DVD-utgåvor      | DVD-utgåvor     | DVD-utgåvor    |
| Säsong | Säsong | Antal avsnitt | Säsongspremiär    | Säsongsfinal   | Region 1         | Region 2        | Region 4       |
| ------ | ------ | ------------- | ----------------- | -------------- | ---------------- | --------------- | -------------- |
|        | 1      | 24            | 22 september 1994 | 18 maj 1995    | 30 april 2002    | 29 maj 2000     | 4 oktober 2006 |
|        | 2      | 24            | 21 september 1995 | 16 maj 1996    | 3 september 2002 | 29 maj 2000     | 4 oktober 2006 |
|        | 3      | 25            | 19 september 1996 | 15 maj 1997    | 1 april 2003     | 29 maj 2000     | 4 oktober 2006 |
|        | 4      | 24            | 25 september 1997 | 7 maj 1998     | 15 juli 2003     | 29 maj 2000     | 4 oktober 2006 |
|        | 5      | 24            | 24 september 1998 | 20 maj 1999    | 4 november 2003  | 29 maj 2000     | 4 oktober 2006 |
|        | 6      | 25            | 23 september 1999 | 18 maj 2000    | 27 januari 2004  | 27 juli 2000    | 4 oktober 2006 |
|        | 7      | 24            | 5 oktober 2000    | 17 maj 2001    | 6 april 2004     | 25 oktober 2004 | 4 oktober 2006 |
|        | 8      | 24            | 27 september 2001 | 16 maj 2002    | 9 november 2004  | 25 oktober 2004 | 4 oktober 2006 |
|        | 9      | 24            | 26 september 2002 | 15 maj 2003    | 8 mars 2005      | 25 oktober 2004 | 4 oktober 2006 |
|        | 10     | 18            | 25 september 2003 | 6 maj 2004     | 15 november 2005 | 25 oktober 2004 | 4 oktober 2006 |

## Avsnittslista[27]

### Säsong 1: 1994–95
| Avsnitt totalt | Avsnitt säsong | Titel                                            | Regisserad av   | Skriven av                                                 | Sändningsdatum    | Prod. Kod | Antal milj. tittare (USA) |
| --- | -------------- | ------------------------------------------------ | --------------- | ---------------------------------------------------------- | ----------------- | --------- | ------------------------- |
| 1 | 1              | "The Pilot"                                      | James Burrows   | David Crane, Marta Kauffman                                | 22 september 1994 | 456650    | 21,5                      |
| Monica och gänget introducerar Rachel till "den riktiga världen" sedan hon lämnat sin fästman vid altaret. Ross kämpar med sina återupptäckta känslor för Rachel.                                      |                |                                                  |                 |                                                            |                   |           |                           |
| 2 | 2              | "The One With the Sonogram at the End"           | James Burrows   | David Crane, Marta Kauffman                                | 29 september 1994 | 456652    | 20,2                      |
| Ross får reda på att hans lesbiska exfru och hennes partner är gravida med hans barn. |                |                                                  |                 |                                                            |                   |           |                           |
| 3 | 3              | "The One With The Thumb"                         | James Burrows   | Jeffrey Astrof, Mike Sikowitz                              | 6 oktober 1994    | 456651    | 19,5                      |
| Phoebe hittar en tumme flytande i en läskburk och får 7000 dollar i kompensation. Chandler börjar röka igen.                                                                                           |                |                                                  |                 |                                                            |                   |           |                           |
| 4 | 4              | "The One With George Stephanopoulos"             | James Burrows   | Alexa Junge                                                | 13 oktober 1994   | 456654    | 19,7                      |
| Tjejerna spionerar på en sexig politiker över gatan, medan killarna går på en hockeymatch. |                |                                                  |                 |                                                            |                   |           |                           |
| 5 | 5              | "The One With The East German Laundry Detergent" | Pamela Fryman   | Jeff Greenstein, Jeff Strauss                              | 20 oktober 1994   | 456653    | 18,6                      |
| Ross och Rachel tvättar ihop. Joey tar med Monica på en dubbeldate i ett försök att vinna tillbaka sitt ex.                                                                                            |                |                                                  |                 |                                                            |                   |           |                           |
| 6 | 6              | "The One With The Butt"                          | Arlene Sanford  | Adam Chase, Ira Ungerleider                                | 27 oktober 1994   | 456655    | 18,2                      |
| Joey får en filmroll där han ska spela Al Pacinos rumpa. Chandler dejtar en kvinna som har både make och pojkvän.                                                                                      |                |                                                  |                 |                                                            |                   |           |                           |
| 7 | 7              | "The One with the Blackout"                      | James Burrows   | Jeffrey Astrof, Mike Sikowitz                              | 3 november 1994   | 456656    | 23,5                      |
| Under ett strömavbrott faller Rachel för en charmig italienare, vars katt sprungit bort. Samtidigt blir Chandler inlåst tillsammans med en snygg modell, då han ska ta ut pengar.                      |                |                                                  |                 |                                                            |                   |           |                           |
| 8 | 8              | "The One Where Nana Dies Twice"                  | James Burrows   | David Crane, Marta Kauffman                                | 10 november 1994  | 456657    | 21,1                      |
| Ross och Monica tar farväl av sin döda mormor, som plötsligt vaknar till liv igen. Chandler ifrågasätter sin sexualitet när en kollega vill ordna en träff åt honom med en annan kille.                |                |                                                  |                 |                                                            |                   |           |                           |
| 9 | 9              | "The One Where Underdog Gets Away"               | James Burrows   | Jeff Greenstein, Jeff Strauss                              | 17 november 1994  | 456659    | 23,1                      |
| Monica planerar en lugn Thanksgivingmiddag i sin lägenhet, men det går inte riktigt som planerat. Joey gör reklam för olika sjukdomar. Rachel planerar att åka på skidresa tillsammans med sin familj. |                |                                                  |                 |                                                            |                   |           |                           |
| 10 | 10             | "The One With The Monkey"                        | Peter Bonerz    | Adam Chase, Ira Ungerleider                                | 15 december 1994  | 456661    | 19,9                      |
| Ross dyker upp på nyårsfest tillsammans med sin nya kompis, en apa som heter Marcel. Chandler kämpar med att bli kysst vid tolvslaget.                                                                 |                |                                                  |                 |                                                            |                   |           |                           |
| 11 | 11             | "The One With Mrs. Bing"                         | James Burrows   | Alexa Junge                                                | 5 januari 1995    | 456660    | 26,6                      |
| Chandlers extravaganta mamma, som skriver romantiska romaner, kommer till New York på besök. Monica och Phoebe orsakar en trafikolycka.                                                                |                |                                                  |                 |                                                            |                   |           |                           |
| 12 | 12             | "The One With The Dozen Lasagnas"                | Paul Lazarus    | Jeffrey Astrof, Mike Sikowitz, Adam Chase, Ira Ungerleider | 12 januari 1995   | 456658    | 24,0                      |
| Rachels italienska pojkvän Paolo stöter på Phoebe när hon ger honom massage. |                |                                                  |                 |                                                            |                   |           |                           |
| 13 | 13             | "The One With The Boobies"                       | Alan Myerson    | Alexa Junge                                                | 19 januari 1995   | 456664    | 25,8                      |
| Chandler ser Rachel naken. Joey kommer på att hans pappa har en kärleksaffär, något som Joeys mamma redan vet om.                                                                                      |                |                                                  |                 |                                                            |                   |           |                           |
| 14 | 14             | "The One With The Candy Hearts"                  | James Burrows   | Bill Lawrence                                              | 9 februari 1995   | 456667    | 23,8                      |
| Tjejerna gör uppror mot Alla Hjärtans Dag genom att bränna saker de fått av sina ex. Chandler återförenas med en gammal flamma.                                                                        |                |                                                  |                 |                                                            |                   |           |                           |
| 15 | 15             | "The One With The Stoned Guy"                    | Alan Myerson    | Jeff Greenstein, Jeff Strauss                              | 16 februari 1995  | 456663    | 24,8                      |
| Ross ber Joey om råd hur man pratar snuskigt med tjejer. Monica går på jobbintervju för ett jobb som kock, men ägaren dyker upp drogpåverkad.                                                          |                |                                                  |                 |                                                            |                   |           |                           |
| 16 | 16             | "The One With Two Parts: Part One"               | Michael Lembeck | David Crane, Marta Kauffman                                | 23 februari 1995  | 456665A   | 26,1                      |
| Phoebes tvillingsyster orsakar förvirring och osämja när Joey blir attraherad av henne. |                |                                                  |                 |                                                            |                   |           |                           |
| 17 | 17             | "The One With Two Parts: Part Two"               | Michael Lembeck | David Crane, Marta Kauffman                                | 23 februari 1995  | 456665B   | 30,5                      |
| Monica och Rachel kivas om två snygga doktorer. |                |                                                  |                 |                                                            |                   |           |                           |
| 18 | 18             | "The One With All The Poker"                     | James Burrows   | Jeffrey Astrof, Mike Sikowitz                              | 2 mars 1995       | 456662    | 30,4                      |
| Tjejerna förlorar pengar när de spelar poker med killarna. Efter att ha fått tips och råd av Monicas faster kräver de revansch.                                                                        |                |                                                  |                 |                                                            |                   |           |                           |
| 19 | 19             | "The One Where The Monkey Gets Away"             | Peter Bonerz    | Jeffrey Astrof, Mike Sikowitz                              | 9 mars 1995       | 456668    | 29,4                      |
| Ross apa Marcel rymmer när Rachel passar honom och alla försöker leta rätt på honom. Rachel upptäcker även att hennes gamla bästa kompis Mindy är förlovad med hennes ex-fästman.                      |                |                                                  |                 |                                                            |                   |           |                           |
| 20 | 20             | "The One With The Evil Orthodontist"             | Peter Bonerz    | Doty Abrams                                                | 6 april 1995      | 456669    | 30,0                      |
| Rachel har ett kort möte med sin ex-fästman. Belagd med skuld bestämmer hon sig för att bekänna sina synder, då hon upptäcker att även Mindy har en del synder.                                        |                |                                                  |                 |                                                            |                   |           |                           |
| 21 | 21             | "The One With The Fake Monica"                   | Gail Mancuso    | Adam Chase, Ira Ungerleider                                | 27 april 1995     | 456671    | 28,4                      |
| Monica träffar på kvinnan som stulit hennes identitet, som även hjälper henne leva ut sina fantasier. Ross apa blir könsmogen och gör alla galna.                                                      |                |                                                  |                 |                                                            |                   |           |                           |
| 22 | 22             | "The One With The Ick Factor"                    | Robby Benson    | Alexa Junge                                                | 4 maj 1995        | 456670    | 29,9                      |
| Monica upptäcker att killen hon dejtar har ljugit om sin ålder. Ross exfru får värkar och åker till sjukhus.                                                                                           |                |                                                  |                 |                                                            |                   |           |                           |
| 23 | 23             | "The One With The Birth"                         | James Burrows   | David Crane, Marta Kauffman, Jeff Greenstein, Jeff Strauss | 11 maj 1995       | 456672    | 28,7                      |
| Ross exfru föder barn, som får mycket kärlek från allihop. |                |                                                  |                 |                                                            |                   |           |                           |
| 24 | 24             | "The One Where Rachel Finds Out"                 | Kevin S. Bright | Chris Brown                                                | 18 maj 1995       | 456673    | 31,3                      |
| Rachel får reda på att Ross har känslor för henne samtidigt som han är på tjänsteresa i Kina. En annan överraskning möter Rachel när hon ska möta Ross på flygplatsen.                                 |                |                                                  |                 |                                                            |                   |           |                           |

### Säsong 2: 1995–96
| Avsnitt totalt | Avsnitt säsong | Titel                                      | Regisserad av    | Skriven av                                 | Sändningsdatum    | Prod. Kod | Antal milj. tittare (USA) |
| --- | -------------- | ------------------------------------------ | ---------------- | ------------------------------------------ | ----------------- | --------- | ------------------------- |
| 25 | 1              | "The One with Ross's New Girlfriend"       | Michael Lembeck  | David Crane, Marta Kauffman                | 21 september 1995 | 457301    | 32,1                      |
| Rachel får en överraskning när Ross kommer hem från Kina. Phoebe klipper sina vänners hår med varierande resultat.                                                                       |                |                                            |                  |                                            |                   |           |                           |
| 26 | 2              | "The One with the Breast Milk"             | Michael Lembeck  | Adam Chase, Ira Ungerleider                | 28 september 1995 | 457302    | 29,8                      |
| Monica shoppar med Ross nya flickvän, samtidigt som hon inte vill berätta för Rachel. Joey säljer parfym och blir bekymrad då han känner sig underlägsen en kollega.                     |                |                                            |                  |                                            |                   |           |                           |
| 27 | 3              | "The One Where Heckles Dies"               | Kevin S. Bright  | Michael Curtis, Gregory S. Malins          | 5 oktober 1995    | 457303    | 30,2                      |
| Grannen under Monica och Rachel dör och lämnar alla sina ägodelar till dem. |                |                                            |                  |                                            |                   |           |                           |
| 28 | 4              | "The One with Phoebe's Husband"            | Gail Mancuso     | Alexa Junge                                | 12 oktober 1995   | 457305    | 28,1                      |
| Alla blir överraskade när Phoebes make plötsligt dyker upp. |                |                                            |                  |                                            |                   |           |                           |
| 29 | 5              | "The One with Five Steaks and an Eggplant" | Ellen Gittelsohn | Chris Brown                                | 19 oktober 1995   | 457304    | 28,3                      |
| När det planeras en födelsedagsfest för Ross uppstår en diskussion om pengar. |                |                                            |                  |                                            |                   |           |                           |
| 30 | 6              | "The One with the Baby on the Bus"         | Gail Mancuso     | Betsy Borns                                | 2 november 1995   | 457306    | 30,2                      |
| Joey och Chandler passar Ben och glömmer honom av misstag på en buss. Phoebe (vars låt Smelly Cat spelas för första gången här) får sparken och blir ersatt av en professionell musiker. |                |                                            |                  |                                            |                   |           |                           |
| 31 | 7              | "The One Where Ross Finds Out"             | Peter Bonerz     | Michael Borkow                             | 9 november 1995   | 457307    | 30,5                      |
| Drama uppstår i Ross och Rachels förhållande. Chandler ångrar att han frågat Monica om hjälp att gå ner i vikt.                                                                          |                |                                            |                  |                                            |                   |           |                           |
| 32 | 8              | "The One with the List"                    | Mary Kay Place   | David Crane, Marta Kauffman                | 16 november 1995  | 457308    | 32,9                      |
| Rachel gör en smärtsam upptäckt om Ross. Monicas nya chef ger henne en omöjlig uppgift.                                                                                                  |                |                                            |                  |                                            |                   |           |                           |
| 33 | 9              | "The One with Phoebe's Dad"                | Kevin S. Bright  | Jeffrey Astrof, Mike Sikowitz              | 14 december 1995  | 457309    | 27,8                      |
| Phoebe får reda på en överraskande sanning om sin pappa. Ross gör gästerna på Monicas julfest ledsna. Rachel tar revansch på Ross.                                                       |                |                                            |                  |                                            |                   |           |                           |
| 34 | 10             | "The One with Russ"                        | Thomas Schlamme  | Ira Ungerleider                            | 4 januari 1996    | 457311    | 32,2                      |
| Efter lite övertalning tackar Joey ja till ett bra skådespelarjobb. Rachel dejtar en kille som liknar Ross väldigt mycket.                                                               |                |                                            |                  |                                            |                   |           |                           |
| 35 | 11             | "The One with the Lesbian Wedding"         | Thomas Schlamme  | Doty Abrams                                | 18 januari 1996   | 457312    | 31,6                      |
| Carol och Susan förbereder sig för sitt bröllop och får hjälp av en obekväm Ross. |                |                                            |                  |                                            |                   |           |                           |
| 36 | 12             | "The One After the Superbowl: Part 1"      | Michael Lembeck  | Jeffrey Astrof, Mike Sikowitz              | 28 januari 1996   | 457313    | 52,9                      |
| Ross besöker Marcel på San Diego Zoo och upptäcker att han jobbar inom showbusiness. Joey har en date med ett galet fan.                                                                 |                |                                            |                  |                                            |                   |           |                           |
| 37 | 13             | "The One After the Superbowl: Part 2"      | Michael Lembeck  | Michael Borkow                             | 28 januari 1996   | 457314    | 52,9                      |
| Rachel och Monica bråkar om Jean-Claude Van Damme. Chandler dejtar en tjej från sin tidiga skoldagar, något som får ett överraskande resultat.                                           |                |                                            |                  |                                            |                   |           |                           |
| 38 | 14             | "The One With The Prom Video"              | James Burrows    | Alexa Junge                                | 1 februari 1996   | 457310    | 33,6                      |
| Monicas gamla hemmavideo visar de sanna känslorna som Ross har för Rachel. Joey ger Chandler en present.                                                                                 |                |                                            |                  |                                            |                   |           |                           |
| 39 | 15             | "The One Where Ross and Rachel...You Know" | Michael Lembeck  | Michael Curtis, Greg Malins                | 8 februari 1996   | 457315    | 32,9                      |
| Ross och Rachel stöter på romantiska förhinder. Monica faller för en snygg äldre doktor.                                                                                                 |                |                                            |                  |                                            |                   |           |                           |
| 40 | 16             | "The One Where Joey Moves Out"             | Michael Lembeck  | Betsy Borns                                | 15 februari 1996  | 457316    | 31,1                      |
| Chandler märker att Joey slickar på en sked och sedan lägger tillbaka den i lådan, vilket resulterar i ett större bråk. Monicas berättar för sina föräldrar om sin nya pojkvän.          |                |                                            |                  |                                            |                   |           |                           |
| 41 | 17             | "The One Where Eddie Moves In"             | Michael Lembeck  | Adam Chase                                 | 22 februari 1996  | 457317    | 30,2                      |
| Chandler skaffar en ny rumskamrat. Joey och Chandler saknar att bo med varandra, men ingen vill erkänna det. Ett skivbolag ber Phoebe att göra en video till "Smelly Cat".               |                |                                            |                  |                                            |                   |           |                           |
| 42 | 18             | "The One Where Dr. Ramoray Dies"           | Michael Lembeck  | Michael Borkow, Alexa Junge                | 21 mars 1996      | 457318    | 30,1                      |
| Joeys rollfigur dör efter att Joey pratat med en tidning och tagit åt sig äran att skriva sina egna repliker. Monica och Richard har sitt första gräl.                                   |                |                                            |                  |                                            |                   |           |                           |
| 43 | 19             | "The One Where Eddie Won't Go"             | Michael Lembeck  | Michael Curtis, Greg Malins                | 28 mars 1996      | 457319    | 31,2                      |
| Chandler kämpar för att bli av med sin jobbiga nya rumskamrat och få Joey, som numera är arbetslös, att flytta tillbaka in.                                                              |                |                                            |                  |                                            |                   |           |                           |
| 44 | 20             | "The One Where Old Yeller Dies"            | Michael Lembeck  | Michael Curtis, Greg Malins, Adam Chase    | 4 april 1996      | 457320    | 27,4                      |
| Phoebe blir deprimerad när hon får reda på att vissa filmer inte slutar lyckligt. Richard följer med Chandler och Joey på en basketmatch.                                                |                |                                            |                  |                                            |                   |           |                           |
| 45 | 21             | "The One with the Bullies"                 | Michael Lembeck  | Brian Buckner, Sebastian Jones             | 25 april 1996     | 457321    | 24,7                      |
| Chandler och Ross hamnar i trubbel med två mobbare som själ deras plats i soffan på Central Perk. Phoebe träffar sin familj.                                                             |                |                                            |                  |                                            |                   |           |                           |
| 46 | 22             | "The One with the Two Parties"             | Michael Lembeck  | Alexa Junge                                | 2 maj 1996        | 457322    | 25,5                      |
| Rachel blir överraskad när båda hennes föräldrar dyker upp på hennes födelsedagsfest. |                |                                            |                  |                                            |                   |           |                           |
| 47 | 23             | "The One with the Chicken Pox"             | Michael Lembeck  | David Crane, Marta Kauffman, Brown Mandell | 9 maj 1996        | 457324    | 26,1                      |
| Phoebe får nästan sin romans med en gammal kärlek förstörd, då hon får vattkoppor. Monica tycker att hon är för neurotisk för Richard.                                                   |                |                                            |                  |                                            |                   |           |                           |
| 48 | 24             | "The One with Barry and Mindy's Wedding"   | Michael Lembeck  | Brown Mandell, Ira Ungerleider             | 16 maj 1996       | 457323    | 29,0                      |
| Rachel är brudtärna på sin ex-fästmans bröllop. Monica och Richards förhållande står på spel när frågan om barn kommer upp.                                                              |                |                                            |                  |                                            |                   |           |                           |

### Säsong 3: 1996–97
| Avsnitt totalt | Avsnitt säsong | Titel                                                | Regisserad av   | Skriven av                                                          | Sändningsdatum    | Prod. Kod | Antal milj. tittare (USA) |
| --- | -------------- | ---------------------------------------------------- | --------------- | ------------------------------------------------------------------- | ----------------- | --------- | ------------------------- |
| 49 | 1              | "The One with the Princess Leia Fantasy"             | Gail Mancuso    | Michael Curtis, Greg Malins                                         | 16 september 1996 | 465251    | 26,8                      |
| Ross hemliga fantasi förblir inte hemlig så länge till, efter att han berättat om den för Rachel. Chandler återupptar sin relation med Janice.                                                        |                |                                                      |                 |                                                                     |                   |           |                           |
| 50 | 2              | "The One Where No One's Ready"                       | Gail Mancuso    | Ira Ungerleider                                                     | 26 september 1996 | 465252    | 26,7                      |
| Ross blir stressad när hans vänner inte är klara i tid för en välgörenhetsgala som museet arrangerar.                                                                                                 |                |                                                      |                 |                                                                     |                   |           |                           |
| 51 | 3              | "The One with the Jam"                               | Kevin S. Bright | Wil Calhoun                                                         | 3 oktober 1996    | 465253    | 25,2                      |
| Monica blir besatt av att göra sylt för att komma över Richard. Då detta inte hjälper bestämmer hon att hon vill ha barn och besöker en spermabank.                                                   |                |                                                      |                 |                                                                     |                   |           |                           |
| 52 | 4              | "The One with the Metaphorical Tunnel"               | Steve Zuckerman | Alexa Junge                                                         | 10 oktober 1996   | 465254    | 26,1                      |
| Ross och Rachel uppmuntrar Chandler att "gå igenom tunneln" och binda sig till Janice. Ross blir orolig när hans son leker med en docka och försöker ersätta den med maskulina leksaker.              |                |                                                      |                 |                                                                     |                   |           |                           |
| 53 | 5              | "The One with Frank Jr."                             | Steve Zuckerman | Shana Goldberg-Meehan, Scott Silveri                                | 17 oktober 1996   | 465255    | 23,3                      |
| Phoebe bjuder in sin halvbror Frank Jr. på besök. Ross gör en lista över kända kvinnor som platsar som hans frikort.                                                                                  |                |                                                      |                 |                                                                     |                   |           |                           |
| 54 | 6              | "The One with the Flashback"                         | Peter Bonerz    | David Crane, Marta Kauffman                                         | 31 oktober 1996   | 465256    | 23,3                      |
| Efter att Janice frågar vilka som dejtat varandra, blickas det tillbaka och mörka hemligheter avslöjas.                                                                                               |                |                                                      |                 |                                                                     |                   |           |                           |
| 55 | 7              | "The One with the Race Car Bed"                      | Gail Mancuso    | Seth Kurland                                                        | 7 november 1996   | 465257    | 27,4                      |
| När Monica och Joey lämnar tillbaka en fellevererad säng till butiken, ser de Janice passionerat kyssa sin exmake.                                                                                    |                |                                                      |                 |                                                                     |                   |           |                           |
| 56 | 8              | "The One with the Giant Poking Device"               | Gail Mancuso    | Adam Chase                                                          | 14 november 1996  | 465258    | 28,7                      |
| När Phoebe tror att hon har dödat "Ugly Naked Guy", bygger Joey ihop en lång petmoj. Chandler konfronterar Janice.                                                                                    |                |                                                      |                 |                                                                     |                   |           |                           |
| 57 | 9              | "The One with the Football"                          | Kevin S. Bright | Ira Ungerleider                                                     | 21 november 1996  | 465259    | 29,3                      |
| Det är Thanksgiving och vännerna ska spela amerikansk fotboll. Stor rivalitet uppstår, vilket får allvarliga konsekvenser för kalkonen i ugnen.                                                       |                |                                                      |                 |                                                                     |                   |           |                           |
| 58 | 10             | "The One Where Rachel Quits"                         | Terry Hughes    | Michael Curtis, Greg Malins                                         | 12 december 1996  | 465260    | 25,1                      |
| Efter att ha sagt upp sig på Central Perk blir Rachel orolig att hon ska vara arbetslös en längre tid. Joey säljer julgranar, vilket gör Phoebe upprörd.                                              |                |                                                      |                 |                                                                     |                   |           |                           |
| 59 | 11             | "The One Where Chandler Can't Remember Which Sister" | Terry Hughes    | Alexa Junge                                                         | 9 januari 1997    | 465261    | 29,8                      |
| En snygg kille erbjuder Rachel ett jobb inom mode. Chandler strular med en av Joeys systrar, men glömmer vilken syster han strulat med, då han blev full på Joeys födelsedagsfest.                    |                |                                                      |                 |                                                                     |                   |           |                           |
| 60 | 12             | "The One with All the Jealousy"                      | Robby Benson    | Doty Abrams                                                         | 16 januari 1997   | 465262    | 29,6                      |
| Ross blir svartsjuk på Rachels nya sexiga kollega Mark och är övertygad att han flörtar med Rachel. Monica flörtar med en sexig diskplockare.                                                         |                |                                                      |                 |                                                                     |                   |           |                           |
| 61 | 13             | "The One Where Monica and Richard Are Just Friends"  | Robby Benson    | Michael Borkow                                                      | 30 januari 1997   | 465265    | 28,0                      |
| Monica och hennes expojkvän Richard stöter på varandra, och deras lunch leder till något mer. |                |                                                      |                 |                                                                     |                   |           |                           |
| 62 | 14             | "The One with Phoebe's Ex-Partner"                   | Robby Benson    | Wil Calhoun                                                         | 6 februari 1997   | 465266    | 28,9                      |
| Phoebes gamla musikerkollega vill använda Smelly Cat i en reklam för kattsand. Chandler dejtar en tjej med ett artificiellt ben, och en koppling till Joey.                                           |                |                                                      |                 |                                                                     |                   |           |                           |
| 63 | 15             | "The One Where Ross and Rachel Take a Break"         | James Burrows   | Michael Borkow                                                      | 13 februari 1997  | 465263    | 27,3                      |
| Ross och Rachel bestämmer sig för att ta en paus. Phoebe dejtar en utländsk diplomat. |                |                                                      |                 |                                                                     |                   |           |                           |
| 64 | 16             | "The One with the Morning After"                     | James Burrows   | David Crane, Marta Kauffman                                         | 20 februari 1997  | 465264    | 28,3                      |
| Rachel hälsar på hemma hos Ross och förklarar att hon inte vill ta en paus, ovetande om att Ross har haft ett one-night stand med en annan tjej.                                                      |                |                                                      |                 |                                                                     |                   |           |                           |
| 65 | 17             | "The One Without the Ski Trip"                       | Sam Simon       | Shana Goldberg-Meehan, Scott Silveri                                | 6 mars 1997       | 465267    | 25,8                      |
| Rachel anordnar en skidresa för alla vännerna, utom Ross. Chandler blir berörd av Ross och Rachels uppbrott, då det påminner honom om hans föräldrars skilsmässa.                                     |                |                                                      |                 |                                                                     |                   |           |                           |
| 66 | 18             | "The One with the Hypnosis Tape"                     | Robby Benson    | Seth Kurland                                                        | 13 mars 1997      | 465269    | 28,1                      |
| Chandler använder ett hypnotiserande kassettband för att sluta röka. Dock är kassettbandet endast riktat till kvinnor. Phoebes bror vill gifta sig med en kvinna som är dubbelt så gammal som han är. |                |                                                      |                 |                                                                     |                   |           |                           |
| 67 | 19             | "The One with the Tiny T-Shirt"                      | Terry Hughes    | Adam Chase                                                          | 27 mars 1997      | 465268    | 23,7                      |
| Ross blir upprörd när Rachel lämnar tillbaka hans saker. Monica dejtar en miljonär som hon tycker är rolig, men inte exakt hennes drömkille.                                                          |                |                                                      |                 |                                                                     |                   |           |                           |
| 68 | 20             | "The One with the Dollhouse"                         | Terry Hughes    | Wil Calhoun                                                         | 3 april 1997      | 465270    | 24,4                      |
| Monica ärver ett dockhus från sin moster. Joey hamnar i säng med en kollega. Chandler dejtar Rachels chef.                                                                                            |                |                                                      |                 |                                                                     |                   |           |                           |
| 69 | 21             | "The One with a Chick and a Duck"                    | Michael Lembeck | Chris Brown                                                         | 17 april 1997     | 465271    | 23,2                      |
| Monica kommer i extas då hennes miljonärskompis Pete köper en restaurang och vill ha henne som kock. Joey köper en levande kyckling till Chandler.                                                    |                |                                                      |                 |                                                                     |                   |           |                           |
| 70 | 22             | "The One with the Screamer"                          | Peter Bonerz    | Shana Goldberg-Meehan, Scott Silveri                                | 24 april 1997     | 465272    | 22,6                      |
| Joeys teaterpjäs får katastrofala recensioner. Ross försöker övertyga Rachel att hennes dejt är psykotisk.                                                                                            |                |                                                      |                 |                                                                     |                   |           |                           |
| 71 | 23             | "The One with Ross's Thing"                          | Shelley Jensen  | Ted Cohen, Andrew Reich                                             | 1 maj 1997        | 465274    | 24,2                      |
| Ross upptäcker en knepig utväxt på rumpan. Phoebe dejtar en brandman och en lärare. |                |                                                      |                 |                                                                     |                   |           |                           |
| 72 | 24             | "The One with the Ultimate Fighting Champion"        | Robby Benson    | Pang-Ni Landrum, Mark Kunerth, Shana Goldberg-Meehan, Scott Silveri | 8 maj 1997        | 465273    | 23,1                      |
| Monica ber Pete att sluta fightas efter att han åkt på stryk. Chandler känner sig obekväm när hans chef slår honom på rumpan. Ross börjar dejta en ny tjej.                                           |                |                                                      |                 |                                                                     |                   |           |                           |
| 73 | 25             | "The One at the Beach"                               | Pamela Fryman   | Pang-Ni Landrum, Mark Kunerth, Adam Chase                           | 15 maj 1997       | 465275    | 28,8                      |
| Phoebe bjuder med vännerna till en kunds strandhus. Rachel lurar Ross nya tjej till att raka huvudet.                                                                                                 |                |                                                      |                 |                                                                     |                   |           |                           |

### Säsong 4: 1997–98
| Avsnitt totalt | Avsnitt säsong | Titel                                     | Regisserad av       | Skriven av                                                      | Sändningsdatum    | Prod. Kod | Antal milj. tittare (USA) |
| --- | -------------- | ----------------------------------------- | ------------------- | --------------------------------------------------------------- | ----------------- | --------- | ------------------------- |
| 74 | 1              | "The One with the Jellyfish"              | Shelley Jensen      | Wil Calhoun                                                     | 25 september 1997 | 466601    | 29,4                      |
| Ross somnar när han läser Rachels brev på 18 sidor. När han sedan blir konfronterad om detta låtsas han hålla med om vad hon skrivit. Monica blir bränd av en manet och måste ta till drastiska metoder. |                |                                           |                     |                                                                 |                   |           |                           |
| 75 | 2              | "The One with the Cat"                    | Shelley Jensen      | Jill Condon, Amy Toomin                                         | 2 oktober 1997    | 466602    | 25,5                      |
| Phoebe tror att hennes adoptivmammas ande finns i en gatukatt. Joey försöker sälja sin nöjesmöbel. Monica går på dejt med den populäraste killen hon gick i skolan med.                                  |                |                                           |                     |                                                                 |                   |           |                           |
| 76 | 3              | "The One with the Cuffs"                  | Peter Bonerz        | Seth Kurland                                                    | 9 oktober 1997    | 466603    | 24,0                      |
| Monica "gör en Monica" när hon ordnat maten på sin mammas fest. Chandler blir fastlåst i en pinsam situation som innefattar Rachels chef.                                                                |                |                                           |                     |                                                                 |                   |           |                           |
| 77 | 4              | "The One with the Ballroom Dancing"       | Gail Mancuso        | Ted Cohen, Andrew Reich                                         | 16 oktober 1997   | 466604    | 24,3                      |
| Tjejerna får besked om vräkning, och Joey räddar dem genom att lära fastighetsskötaren att dansa. |                |                                           |                     |                                                                 |                   |           |                           |
| 78 | 5              | "The One with Joey's New Girlfriend"      | Gail Mancuso        | Greg Malins, Michael Curtis                                     | 30 oktober 1997   | 466605    | 24,4                      |
| Ross och Rachel fortsätter sitt maktspel för att göra varandra svartsjuka. Chandler faller för Joeys nya flickvän Kathy.                                                                                 |                |                                           |                     |                                                                 |                   |           |                           |
| 79 | 6              | "The One with the Dirty Girl"             | Shelley Jensen      | Shana Goldberg-Meehan, Scott Silveri                            | 6 november 1997   | 466606    | 25,7                      |
| Ross nya vackra flickvän har en äcklig hemlighet. Chandler kommer närmare Kathy och köper en dyr födelsedagspresent till henne. Rachel löser stolt ett korsord utan hjälp.                               |                |                                           |                     |                                                                 |                   |           |                           |
| 80 | 7              | "The One Where Chandler Crosses the Line" | Kevin S. Bright     | Adam Chase                                                      | 13 november 1997  | 466607    | 26,4                      |
| Chandler kysser Kathy då han tror att Joey tappat intresset för henne. En imponerad Phoebe uppmuntrar Ross att spela upp sitt "sound" för publik.                                                        |                |                                           |                     |                                                                 |                   |           |                           |
| 81 | 8              | "The One with Chandler in a Box"          | Peter Bonerz        | Michael Borkow                                                  | 20 november 1997  | 466608    | 26,8                      |
| Joey straffar Chandler för att han har kysst Kathy genom att stänga in honom i en stor låda under Thanksgiving. Monica får en överraskning när hon besöker ögondoktorn.                                  |                |                                           |                     |                                                                 |                   |           |                           |
| 82 | 9              | "The One Where They're Going to Party"    | Peter Bonerz        | Ted Cohen, Andrew Reich                                         | 11 december 1997  | 466609    | 23,9                      |
| När killarna försöker att vara vilda och galna, inser de istället att de trivs med det vuxna lugnet. Monica skriver en nedsättande recension av en restaurang och får ett jobberbjudande.                |                |                                           |                     |                                                                 |                   |           |                           |
| 83 | 10             | "The One with the Girl from Poughkeepsie" | Gary Halvorson      | Scott Silveri                                                   | 18 december 1997  | 466612    | 23,2                      |
| Ross funderar om han ska dejta en snygg tjej som bor långt bort eller en tråkig tjej som bor i närheten. Chandler försöker fixa en dejt till Rachel med ett par kollegor.                                |                |                                           |                     |                                                                 |                   |           |                           |
| 84 | 11             | "The One with Phoebe's Uterus"            | David Steinberg     | Seth Kurland                                                    | 8 januari 1998    | 466610    | 23,7                      |
| Phoebes halvbror Frank Jr. dyker upp med spännande nyheter och ber Phoebe om en stor tjänst. Ross skaffar Joey ett jobb som guide på museet.                                                             |                |                                           |                     |                                                                 |                   |           |                           |
| 85 | 12             | "The One with the Embryos"                | Kevin S. Bright     | Jill Condon, Amy Toomin                                         | 15 januari 1998   | 466611    | 27,1                      |
| Phoebes livmoder sätts på prov. En till synes ofarlig lek mellan killarna och tjejerna blossar upp till en stor tävling där man får se vilket par som vet mest om varandra.                              |                |                                           |                     |                                                                 |                   |           |                           |
| 86 | 13             | "The One with Rachel's Crush"             | Dana DeVally Piazza | Shana Goldberg-Meehan                                           | 29 januari 1998   | 466613    | 25,3                      |
| Rachel ordnar så att en snygg kund bjuder henne på dejt. Chandlers svartsjuka orsakar problem mellan honom och hans flickvän.                                                                            |                |                                           |                     |                                                                 |                   |           |                           |
| 87 | 14             | "The One with Joey's Dirty Day"           | Peter Bonerz        | Wil Calhoun                                                     | 5 februari 1998   | 466614    | 25,1                      |
| Under Joeys första dag på en stor filminspelning hittar en av Hollywoods stora stjärnor honom i en pinsam situation. Rachel ångrar att hon bett Ross om en tjänst, då det resulterar i en ny romans.     |                |                                           |                     |                                                                 |                   |           |                           |
| 88 | 15             | "The One with All the Rugby"              | James Burrows       | Ted Cohen, Andrew Reich, Wil Calhoun                            | 26 februari 1998  | 466617    | 24,4                      |
| Chandlers ex-flickvän Janice dyker upp. Monica hittar en mystisk strömbrytare i Joey och Chandlers gamla lägenhet. Ross försöker att imponera på Emily genom att spela rugby.                            |                |                                           |                     |                                                                 |                   |           |                           |
| 89 | 16             | "The One with the Fake Party"             | Michael Lembeck     | Alicia Sky Varinaitis, Scott Silveri, Shana Goldberg-Meehan     | 19 mars 1998      | 466615    | 23,1                      |
| För att bli bättre bekant med sin förälskelse Joshua råkar Rachel oavsiktligt förstöra Ross planer. Phoebes behov under graviditeten framkallar ett sympatiskt svar från Joey.                           |                |                                           |                     |                                                                 |                   |           |                           |
| 90 | 17             | "The One with the Free Porn"              | Michael Lembeck     | Mark Kunerth, Richard Goodman                                   | 26 mars 1998      | 466616    | 23,2                      |
| Chandler och Joey blir fast framför TV:n då de hittar en oupptäckt vuxenkanal. Monica hjälper Ross med att säga att han älskar sin flickvän. Phoebe får lite överraskande graviditetsnyheter.            |                |                                           |                     |                                                                 |                   |           |                           |
| 91 | 18             | "The One with Rachel's New Dress"         | Gail Mancuso        | Ted Cohen, Andrew Reich, Jill Condon, Amy Toomin                | 2 april 1998      | 466620    | 21,7                      |
| Rachel tar till provokativa metoder för att få romantisk stämning med Joshua, men hennes planer går fel. Chandler och Joey försöker få Phoebe att döpa en av trillingarna efter dem.                     |                |                                           |                     |                                                                 |                   |           |                           |
| 92 | 19             | "The One with All the Haste"              | Kevin S. Bright     | Scott Silveri, Wil Calhoun                                      | 9 april 1998      | 466618    | 21,8                      |
| Förhållandet mellan Ross och Emily får en drastisk utveckling. Monica och Rachel försöker att vinna tillbaka sin lägenhet till Chandler och Joeys stora glädje.                                          |                |                                           |                     |                                                                 |                   |           |                           |
| 93 | 20             | "The One with All the Wedding Dresses"    | Gail Mancuso        | Adam Chase, Greg Malins, Michael Curtis                         | 16 april 1998     | 466621    | 21,9                      |
| Upprörd över Ross förlovning, föreslår Rachel att hon och Joshua även de ska gifta sig. Chandler tvingar Joey att gå till en sömnklinik för att sluta snarka.                                            |                |                                           |                     |                                                                 |                   |           |                           |
| 94 | 21             | "The One with the Invitation"             | Peter Bonerz        | Seth Kurland                                                    | 23 april 1998     | 466619    | 21,5                      |
| Rachel och Ross påminns om när de brukade dejta varandra. Rachel får bestämma om hon ska gå på Ross bröllop eller inte.                                                                                  |                |                                           |                     |                                                                 |                   |           |                           |
| 95 | 22             | "The One with the Worst Best Man Ever"    | Peter Bonerz        | Seth Kurland, Greg Malins, Michael Curtis                       | 30 april 1998     | 466622    | 23,2                      |
| När Joeys anka råkar svälja Ross vigselring blir han orolig att hans fågel ska få sätta livet till om de ska få tillbaka ringen.                                                                         |                |                                           |                     |                                                                 |                   |           |                           |
| 96 | 23             | "The One with Ross's Wedding: Part One"   | Kevin S. Bright     | Michael Borkow                                                  | 7 maj 1998        | 466623    | 31,6                      |
| Joey och Chandler går på sightseeing i London, men Joeys överentusiastiska humör får Chandler att vilja gå var för sig.                                                                                  |                |                                           |                     |                                                                 |                   |           |                           |
| 97 | 24             | "The One with Ross's Wedding: Part Two"   | Kevin S. Bright     | , Jill Condon, Amy Toomin, Shana Goldberg-Meehan, Scott Silveri | 7 maj 1998        | 466624    | 31,6                      |
| Hemma i New York inser Rachel att hennes känslor för Ross är starkare än någonsin, och hon rusar iväg till flygplatsen för att hinna till London innan bröllopet.                                        |                |                                           |                     |                                                                 |                   |           |                           |

### Säsong 5: 1998–99
| Avsnitt totalt | Avsnitt säsong | Titel                                    | Regisserad av        | Skriven av                                       | Sändningsdatum    | Prod. Kod | Antal milj. tittare (USA) |
| --- | -------------- | ---------------------------------------- | -------------------- | ------------------------------------------------ | ----------------- | --------- | ------------------------- |
| 98 | 1              | "The One After Ross Says Rachel"         | Kevin S. Bright      | Seth Kurland                                     | 24 september 1998 | 467651    | 31,1                      |
| Ross hamnar i klistret då han sagt fel namn på bröllopet. Monica och Chandler fortsätter sin kärleksaffär, men får aldrig vara ifred.                                                                                    |                |                                          |                      |                                                  |                   |           |                           |
| 99 | 2              | "The One with All the Kissing"           | Gary Halvorson       | Wil Calhoun                                      | 1 oktober 1998    | 467652    | 25,2                      |
| Ross försök att försonas med Emily går inte som planerat. Chandler och Monicas affär blir utmanad av deras "inte i New York"-regel.                                                                                      |                |                                          |                      |                                                  |                   |           |                           |
| 100 | 3              | "The One Hundredth"                      | Kevin S. Bright      | David Crane, Marta Kauffman                      | 8 oktober 1998    | 467653    | 26,8                      |
| Phoebe körs till sjukhuset i ilfart, då trillingarna ska födas. Även Joey blir inlagd på sjukhus, då hans sympatismärtor visar sig vara njursten. En oanande Rachel fixar en dejt åt Monica och en manlig sjuksköterska. |                |                                          |                      |                                                  |                   |           |                           |
| 101 | 4              | "The One Where Phoebe Hates PBS"         | Shelley Jensen       | Michael Curtis                                   | 15 oktober 1998   | 467654    | 24,1                      |
| Phoebe är bitter över att Joey medverkar i en insamling för Public Service. För att inte avslöja sin affär med Chandler, så säger Monica att hon dejtar en kille från sitt jobb.                                         |                |                                          |                      |                                                  |                   |           |                           |
| 102 | 5              | "The One with the Kips"                  | Dana DeValley Piazza | Scott Silveri                                    | 29 oktober 1998   | 467655    | 25,9                      |
| Monica och Chandler åker till Atlantic City för att få en helg för sig själva. Ross försöker berätta för Rachel att de inte kan vara vänner när Emily anländer till New York.                                            |                |                                          |                      |                                                  |                   |           |                           |
| 103 | 6              | "The One with the Yeti"                  | Gary Halvorson       | Alexa Junge                                      | 5 november 1998   | 467656    | 25,0                      |
| Monica och Rachel möter en hårig granne nere i förrådet, och misstar honom för en yeti. Ross tar bort alla saker som är kopplade till Rachel i sin lägenhet.                                                             |                |                                          |                      |                                                  |                   |           |                           |
| 104 | 7              | "The One Where Ross Moves In"            | Gary Halvorson       | Gigi McCreery, Perry Rein                        | 12 november 1998  | 467657    | 24,4                      |
| Med ännu ett misslyckat äktenskap flyttar Ross in tillsammans med Joey och Chandler. Rachel är övertygad om att hennes granne Danny försöker förföra henne.                                                              |                |                                          |                      |                                                  |                   |           |                           |
| 105 | 8              | "The One with All the Thanksgivings"     | Kevin S. Bright      | Greg Malins                                      | 19 november 1998  | 467659    | 23,9                      |
| Vännerna berättar sina värsta minnen från Thanksgiving. Phoebes minne tar oss tillbaka till 1862. Vännerna försöker även klura ut vilket Monicas värsta minne är.                                                        |                |                                          |                      |                                                  |                   |           |                           |
| 106 | 9              | "The One with Ross's Sandwich"           | Gary Halvorson       | Ted Cohen, Andrew Reich                          | 10 december 1998  | 467658    | 23,0                      |
| Ross blir arg när någon på hans jobb stjäl hans lunch med rester från Thanksgiving. Joey hotar att avslöja Monica och Chandlers affär.                                                                                   |                |                                          |                      |                                                  |                   |           |                           |
| 107 | 10             | "The One with the Inappropriate Sister"  | Dana DeValley Piazza | Shana Goldberg-Meehan                            | 17 december 1998  | 467661    | 23,7                      |
| Monica ordnar en date mellan Rachel och Danny, men Rachel blir fundersam efter att hon bevittnat Dannys ovanligt nära relation med sin syster.                                                                           |                |                                          |                      |                                                  |                   |           |                           |
| 108 | 11             | "The One with All the Resolutions"       | Joe Regalbuto        | Brian Boyle, Suzie Villandry                     | 7 januari 1999    | 467660    | 27,0                      |
| Alla vännerna avlägger nyårslöften när det nya året närmar sig, vissa mer realistiska än andra. Ross löfte får honom att bära varma skinnbyxor under en dejt.                                                            |                |                                          |                      |                                                  |                   |           |                           |
| 109 | 12             | "The One with Chandler's Work Laugh"     | Kevin S. Bright      | Alicia Sky Varinaitis                            | 21 januari 1999   | 467663    | 24,8                      |
| Monica får reda på Chandlers fejkskratt, som han använder när hans chef berättar dåliga skämt. Rachel är upprörd över att Monica inte berättat om sin affär.                                                             |                |                                          |                      |                                                  |                   |           |                           |
| 110 | 13             | "The One with Joey's Bag"                | Gail Mancuso         | Michael Curtis, Seth Kurland                     | 4 februari 1999   | 467662    | 24,9                      |
| Rachel hjälper Joey att få ett skådespelarjobb, då hon tycker att han ska bära en axelväska. Phoebe blir chockad när hennes pappa dyker upp på hennes farmors begravning.                                                |                |                                          |                      |                                                  |                   |           |                           |
| 111 | 14             | "The One Where Everybody Finds Out"      | Michael Lembeck      | Alexa Junge                                      | 11 februari 1999  | 467664    | 27,7                      |
| Phoebe får reda på Monica och Chandlers affär, och testar att flörta med Chandler. Ugly Naked Guys lägenhet blir ledig och Ross vill ha den.                                                                             |                |                                          |                      |                                                  |                   |           |                           |
| 112 | 15             | "The One with the Girl Who Hits Joey"    | Kevin S. Bright      | Adam Chase                                       | 18 februari 1999  | 467665    | 29,3                      |
| När Joey börjar dejta Katie märker han att hon har ett kraftfullt slag. Ross har svårt att bli kompis med sina nya grannar.                                                                                              |                |                                          |                      |                                                  |                   |           |                           |
| 113 | 16             | "The One with the Cop"                   | Andrew Tsao          | Alicia Sky Varinaitis, Gigi McCreery, Perry Rein | 25 februari 1999  | 467666    | 26,0                      |
| Phoebe hittar en polisbricka i soffan på Central Perk. Istället för att lämna tillbaka den börjar hon använda den för goda gärningar. Joey blir nervös när han haft en romantisk dröm om Monica.                         |                |                                          |                      |                                                  |                   |           |                           |
| 114 | 17             | "The One with Rachel's Inadvertent Kiss" | Shelley Jensen       | Ted Cohen, Andrew Reich                          | 18 mars 1999      | 467667    | 24,5                      |
| Rachel går på jobbintervju och råkar kyssa företagets chef på kinden efter intervjun. Phoebe och Gary tävlar med Monica och Chandler om vilka som har hetast relation.                                                   |                |                                          |                      |                                                  |                   |           |                           |
| 115 | 18             | "The One Where Rachel Smokes"            | Todd Holland         | Michael Curtis                                   | 8 april 1999      | 467668    | 21,9                      |
| Rachel börjar att röka på sitt nya jobb som ett sätt att föra fram sina idéer till chefen. Ross son Ben gör audition för en reklamfilm om soppa, tillsammans med Joey.                                                   |                |                                          |                      |                                                  |                   |           |                           |
| 116 | 19             | "The One Where Ross Can't Flirt"         | Gail Mancuso         | Doty Abrams                                      | 22 april 1999     | 467669    | 20,9                      |
| Joeys italiensktalande farmor kommer på besök för att se Joey i hans debut av TV-serien Law & Order. Ross bestämmer sig för att beställa massvis med pizza för att kunna flörta med pizzabudet.                          |                |                                          |                      |                                                  |                   |           |                           |
| 117 | 20             | "The One with the Ride-Along"            | Gary Halvorson       | Shana Goldberg-Meehan, Seth Kurland              | 29 april 1999     | 467670    | 19,6                      |
| Emilys bröllop närmar sig och gruppen gör det bästa för att distrahera Ross. Ett pistolskott och en macka hamnar i fokus när killarna åker polisbil med Phoebes pojkvän Gary.                                            |                |                                          |                      |                                                  |                   |           |                           |
| 118 | 21             | "The One with the Ball"                  | Gary Halvorson       | Scott Silveri, Greg Malins                       | 6 maj 1999        | 467671    | 20,9                      |
| Phoebe ber Chandler att prata med Gary om att flytta ihop. Rachel köper en nakenkatt för att uppfylla en barndomsdröm, men det går inte som planerat.                                                                    |                |                                          |                      |                                                  |                   |           |                           |
| 119 | 22             | "The One with Joey's Big Break"          | Gary Halvorson       | Shana Goldberg-Meehan, Wil Calhoun               | 13 maj 1999       | 467672    | 21,3                      |
| Joey är exalterad över att ha fått huvudrollen i en film som spelas in utanför Las Vegas. Chandler tror inte att det kommer bli hans stora genombrott, vilket gör Joey sur.                                              |                |                                          |                      |                                                  |                   |           |                           |
| 120 | 23             | "The One in Vegas: Part One"             | Kevin S. Bright      | Ted Cohen, Andrew Reich                          | 20 maj 1999       | 467673    | 25,9                      |
| Efter att Joeys film blivit nedlagd ber han Chandler att inte besöka honom. Men när Monica bestämmer sig för att fira deras årsdag i Las Vegas vill alla följa med.                                                      |                |                                          |                      |                                                  |                   |           |                           |
| 121 | 24             | "The One in Vegas: Part Two"             | Kevin S. Bright      | Greg Malins, Scott Silveri                       | 20 maj 1999       | 467674    | 25,9                      |
| Joey försöker övertala en Blackjackdealer att de har identiska händer, och kommer med ett affärsförslag. Monica och Chandler spelar tärning och får för sig att satsa stort.                                             |                |                                          |                      |                                                  |                   |           |                           |

### Säsong 6: 1999–2000
| Avsnitt totalt | Avsnitt säsong | Titel                                      | Regisserad av   | Skriven av                                            | Sändningsdatum    | Prod. Kod | Antal milj. tittare (USA) |
| --- | -------------- | ------------------------------------------ | --------------- | ----------------------------------------------------- | ----------------- | --------- | ------------------------- |
| 122 | 1              | "The One After Vegas"                      | Kevin S. Bright | Adam Chase                                            | 23 september 1999 | 225551    | 27,7                      |
| Ross och Rachel vaknar med baksmälla och inser att de även vaknar upp som man och hustru. Joey och Phoebe åker bil tillbaka till New York. |                |                                            |                 |                                                       |                   |           |                           |
| 123 | 2              | "The One Where Ross Hugs Rachel"           | Gail Mancuso    | Shana Goldberg-Meehan                                 | 30 september 1999 | 225552    | 22,9                      |
| När Monica och Chandler berättar för Rachel att de ska flytta ihop, tror hon att alla tre ska bo tillsammans. Phoebe upptäcker att Ross inte har annullerat äktenskapet med Rachel. |                |                                            |                 |                                                       |                   |           |                           |
| 124 | 3              | "The One with Ross's Denial"               | Gary Halvorson  | Seth Kurland                                          | 7 oktober 1999    | 225553    | 21,6                      |
| Monica och Chandler diskuterar vad de ska göra med Rachels rum när hon flyttar ut. Ross föreslår att Rachel flyttar in tillsammans med honom. |                |                                            |                 |                                                       |                   |           |                           |
| 125 | 4              | "The One Where Joey Loses His Insurance"   | Gary Halvorson  | Andrew Reich, Ted Cohen                               | 14 oktober 1999   | 225554    | 21,1                      |
| När Joey får bråck får han reda på att hans sjukförsäkring upphört att gälla. Phoebe planerar att göra det mesta av tiden, då ett medium sagt att hon ska dö inom en vecka. |                |                                            |                 |                                                       |                   |           |                           |
| 126 | 5              | "The One with Joey's Porsche"              | Gary Halvorson  | Perry Rein, Gigi McCreery                             | 21 oktober 1999   | 225555    | 22,4                      |
| Joey hittar nycklarna till en Porsche och låtsats att han äger bilen för att imponera på tjejer. Rachel försöker få äktenskapet med Ross upphävt och menar att han är mentalt instabil. |                |                                            |                 |                                                       |                   |           |                           |
| 127 | 6              | "The One on the Last Night"                | David Schwimmer | Scott Silveri                                         | 4 november 1999   | 225556    | 23,6                      |
| Medan tjejerna packar ner Rachels saker i lådor minns de tiden som rumskamrater. Joey är för stolt för att låta Chandler låna honom pengar, men Chandler hittar ändå ett sätt. |                |                                            |                 |                                                       |                   |           |                           |
| 128 | 7              | "The One Where Phoebe Runs"                | Gary Halvorson  | Sherry Bilsing-Graham, Ellen Plummer                  | 11 november 1999  | 225557    | 22,7                      |
| Phoebes ovanliga sätt att springa gör Rachel generad när de springer ihop. Killarna blir nyfikna på Joeys nya rumskamrat, en australiensisk dansare. |                |                                            |                 |                                                       |                   |           |                           |
| 129 | 8              | "The One with Ross's Teeth"                | Gary Halvorson  | Andrew Reich, Ted Cohen, Perry Rein, Gigi McCreery    | 18 november 1999  | 225558    | 22,1                      |
| Ryktet går att Phoebe har haft ihop det med Ralph Lauren, Rachels chef. Ross får en "lysande" idé hur han ska imponera på sin dejt. |                |                                            |                 |                                                       |                   |           |                           |
| 130 | 9              | "The One Where Ross Got High"              | Kevin S. Bright | Greg Malins                                           | 25 november 1999  | 225559    | 19,2                      |
| Monica ordnar en Thanksgivingfest och Chandler tar tillfället i akt att försöka vinna över hennes föräldrar. Rachel bakar en kulinarisk efterrätt. |                |                                            |                 |                                                       |                   |           |                           |
| 131 | 10             | "The One with the Routine"                 | Kevin S. Bright | Brian Boyle                                           | 16 december 1999  | 225561    | 22,4                      |
| Joey, Ross och Monica blir medbjudna till att spela in Dick Clark's New Year's Rockin' Eve. Joey har speciella planer för sig och sin rumskamrat Janine vid tolvslaget. |                |                                            |                 |                                                       |                   |           |                           |
| 132 | 11             | "The One with the Apothecary Table"        | Kevin S. Bright | Zachary Rosenblatt, Brian Boyle                       | 6 januari 2000    | 225560    | 22,3                      |
| Efter att ha dubbeldejtat får Joey reda på att Janine inte tycker om Monica och Chandler. Rachel försöker övertyga Phoebe att hennes nya apoteksbänk är en ovärderlig antikvitet. |                |                                            |                 |                                                       |                   |           |                           |
| 133 | 12             | "The One with the Joke"                    | Gary Halvorson  | Shana Goldberg-Meehan, Andrew Reich, Ted Cohen        | 13 januari 2000   | 225562    | 22,3                      |
| När Ross får en vits tryckt i en Playboytidning försöker Chandler att ta åt sig äran för vitsen. Joey tar jobb som servitör på Central Perk. |                |                                            |                 |                                                       |                   |           |                           |
| 134 | 13             | "The One with Rachel's Sister"             | Gary Halvorson  | Seth Kurland, Sherry Bilsing-Graham, Ellen Plummer    | 3 februari 2000   | 225563    | 24,1                      |
| Rachel oroar sig för kärleksgnistor mellan Ross och sin syster Jill, som är på besök. Monica försöker att förföra Chandler trots att hon har influensa. |                |                                            |                 |                                                       |                   |           |                           |
| 135 | 14             | "The One Where Chandler Can't Cry"         | Kevin S. Bright | Andrew Reich, Ted Cohen                               | 10 februari 2000  | 225564    | 23,8                      |
| Rachel tvingar Ross att ställa in dejten med sin syster. Phoebe blir förväxlad för att vara en porrstjärna. Chandler berättar att han inte har kunnat gråta sedan han var liten. |                |                                            |                 |                                                       |                   |           |                           |
| 136 | 15             | "The One That Could Have Been: Part One"   | Michael Lembeck | Adam Chase, Greg Malins                               | 17 februari 2000  | 225565    | 20,7                      |
| Gänget funderar på vad som hade hänt om: Ross fortfarande varit ihop med sin lesbiska fru; en gift Rachel hade fallit för såpoperastjärnan Joey; en överviktig Monica hade varit besatt av att bli av med oskulden; Chandler hade varit en kämpande författare; och Phoebe hade varit en börsmäklare. |                |                                            |                 |                                                       |                   |           |                           |
| 137 | 16             | "The One That Could Have Been: Part Two"   | Michael Lembeck | David Crane, Marta Kauffman                           | 17 februari 2000  | 225566    | 20,7                      |
| Gänget funderar på vad som hade hänt om: Ross fortfarande varit ihop med sin lesbiska fru; en gift Rachel hade fallit för såpoperastjärnan Joey; en överviktig Monica hade varit besatt av att bli av med oskulden; Chandler hade varit en kämpande författare; och Phoebe hade varit börsmäklare.    |                |                                            |                 |                                                       |                   |           |                           |
| 138 | 17             | "The One with Unagi"                       | Gary Halvorson  | Zachary Rosenblatt, Adam Chase                        | 24 februari 2000  | 225568    | 22,1                      |
| Ross försöker lära Rachel och Phoebe kampsport. Joey anställer en kille som ska spela hans tvillingbror för ett medicinskt experiment. |                |                                            |                 |                                                       |                   |           |                           |
| 139 | 18             | "The One Where Ross Dates a Student"       | Gary Halvorson  | Seth Kurland                                          | 9 mars 2000       | 225567    | 20,5                      |
| Ross är ute på djupt vatten när han dejtar en snygg elev. Rachel och Phoebe flyttar in hos sina vänner efter att deras lägenhet blivit förstörd i en brand. |                |                                            |                 |                                                       |                   |           |                           |
| 140 | 19             | "The One with Joey's Fridge"               | Ben Weiss       | Seth Kurland, Gigi McCreery, Perry Rein               | 23 mars 2000      | 225569    | 21,5                      |
| Rachel behöver en dejt för en välgörenhetsgala och Monica och Phoebe hittar varsin dejt åt henne. Ross flickvän ska åka på vårrus i Florida, något som oroar Ross. Joeys kylskåp går sönder. |                |                                            |                 |                                                       |                   |           |                           |
| 141 | 20             | "The One with Mac and C.H.E.E.S.E."        | Kevin S. Bright | Doty Abrams                                           | 13 april 2000     | 225575    | 18,8                      |
| Joey går på en audition för en huvudroll i en TV-serie, vilket ger gruppen ett flertal tillbakablickar. |                |                                            |                 |                                                       |                   |           |                           |
| 142 | 21             | "The One Where Ross Meets Elizabeth's Dad" | Michael Lembeck | David J. Lagana, Scott Silveri                        | 27 april 2000     | 225570    | 20,6                      |
| Ross bävar för att träffa sin flickvän Elizabeths ogillande pappa. När Joey förolämpar roboten i sin TV-serie sätter hans seriens framtid på spel. |                |                                            |                 |                                                       |                   |           |                           |
| 143 | 22             | "The One Where Paul's the Man"             | Gary Halvorson  | Brian Caldirola, Sherry Bilsing-Graham, Ellen Plummer | 4 maj 2000        | 225571    | 20,0                      |
| Trots Pauls hot åker Ross och Elizabeth till hennes familjs stuga i bergen. Paul och Rachel har precis samma tanke. |                |                                            |                 |                                                       |                   |           |                           |
| 144 | 23             | "The One with the Ring"                    | Gary Halvorson  | Ted Cohen, Andrew Reich                               | 11 maj 2000       | 225572    | 20,9                      |
| Chandler ber Phoebe om hjälp att välja en ring till Monica. Rachel ångrar att hon frågat Paul om hans känslor. |                |                                            |                 |                                                       |                   |           |                           |
| 145 | 24             | "The One with the Proposal: Part One"      | Kevin S. Bright | Shana Goldberg-Meehan, Scott Silveri                  | 18 maj 2000       | 225573    | 30,7                      |
| Den stora kvällen har kommit, men Chandlers planer går fel när Monicas ex-pojkvän Richard dyker upp. Saker går helt fel när Joey och Rachel går på en välgörenhetsauktion. |                |                                            |                 |                                                       |                   |           |                           |
| 146 | 25             | "The One with the Proposal: Part Two"      | Kevin S. Bright | Ted Cohen, Andrew Reich                               | 18 maj 2000       | 225574    | 30,7                      |
| Richard säger att han fortfarande älskar Monica. Chandler försöker vinna tillbaka Monica, men fasar för att han förstört deras förhållande. |                |                                            |                 |                                                       |                   |           |                           |

### Säsong 7: 2000–01
| Avsnitt totalt | Avsnitt säsong | Titel                                                  | Regisserad av                   | Skriven av                                                    | Sändningsdatum   | Prod. Kod | Antal milj. tittare (USA) |
| --- | -------------- | ------------------------------------------------------ | ------------------------------- | ------------------------------------------------------------- | ---------------- | --------- | ------------------------- |
| 147 | 1              | "The One with Monica's Thunder"                        | Kevin S. Bright                 | Wil Calhoun, David Crane, Marta Kauffman                      | 12 oktober 2000  | 226401    | 25,54                     |
| Minuter efter att Chandler friat till Monica vill hon fira med vännerna på stan, ända tills hon ser Ross och Rachel kyssas.                                                                                        |                |                                                        |                                 |                                                               |                  |           |                           |
| 148 | 2              | "The One with Rachel's Book"                           | Michael Lembeck                 | Andrew Reich, Ted Cohen                                       | 12 oktober 2000  | 226402    | 27,93                     |
| Monica och Chandler äter middag med Monicas föräldrar, då de får veta att hennes bröllopsfond är tom. Rachel blir generad när Joey retar henne för att ha en snuskbok.                                             |                |                                                        |                                 |                                                               |                  |           |                           |
| 149 | 3              | "The One with Phoebe's Cookies"                        | Gary Halvorson                  | Sherry Bilsing, Ellen Plummer                                 | 19 oktober 2000  | 226405    | 22,70                     |
| Chandler försöker att bli vän med sin svärfar genom att sporta och basta. Monica försöker kopiera det hemliga receptet på Phoebes mormors kakor.                                                                   |                |                                                        |                                 |                                                               |                  |           |                           |
| 150 | 4              | "The One with Rachel's Assistant"                      | David Schwimmer                 | Brian Boyle                                                   | 26 oktober 2000  | 226403    | 22,66                     |
| När Rachel blir befordrad anställer hon en oerfaren snygging som sin assistent. Chandler och Monica avslöjar förnedrande hemligheter om varandra.                                                                  |                |                                                        |                                 |                                                               |                  |           |                           |
| 151 | 5              | "The One with the Engagement Picture"                  | Gary Halvorson                  | Earl Davis, Patty Lin                                         | 2 november 2000  | 226404    | 24,43                     |
| Chandler oroar sig för att ta ett förlovningsfoto, då han alltid blir hemsk på bild. Rachel försöker att närma sig sin snygga assistent och föreslår att han ska umgås med Joey.                                   |                |                                                        |                                 |                                                               |                  |           |                           |
| 152 | 6              | "The One with the Nap Partners"                        | Gary Halvorson                  | Brian Buckner, Sebastian Jones                                | 9 november 2000  | 226406    | 22,01                     |
| Monica stöter på ett ex till Chandler, som hon får veta att han dumpat för att hon var tjock. Rachel och Phoebe tävlar om att bli Monicas brudtärna.                                                               |                |                                                        |                                 |                                                               |                  |           |                           |
| 153 | 7              | "The One with Ross's Library Book"                     | David Schwimmer                 | Scott Silveri                                                 | 16 november 2000 | 226410    | 23,73                     |
| När Joey beslutar sig för att sluta träffa en tjej som Rachel och Phoebe gillar, bestämmer sig tjejerna för att försöka övertala honom. Ross får veta att hans doktorsavhandling finns på universitetsbiblioteket. |                |                                                        |                                 |                                                               |                  |           |                           |
| 154 | 8              | "The One Where Chandler Doesn't Like Dogs"             | Kevin S. Bright                 | Patty Lin                                                     | 23 november 2000 | 226407    | 16,57                     |
| Rachel blir glatt överraskad när hennes assistent dyker upp på deras Thanksgivingfest. Phoebe smugglar in en hundvalp i lägenheten, vilket tvingar Chandler att säga varför han hatar hundar.                      |                |                                                        |                                 |                                                               |                  |           |                           |
| 155 | 9              | "The One with All the Candy"                           | David Schwimmer                 | Wil Calhoun                                                   | 7 december 2000  | 226408    | 21,08                     |
| Monica bakar julgodis till grannarna. Rachel och Tag sätter upp regler för sin nya romans. Ross köper en cykel till Phoebe.                                                                                        |                |                                                        |                                 |                                                               |                  |           |                           |
| 156 | 10             | "The One with the Holiday Armadillo"                   | Gary Halvorson                  | Greg Malins                                                   | 14 december 2000 | 226409    | 23,26                     |
| Ross vill introducera Ben för Chanukka. Phoebes och Rachels lägenhet är inflyttningsklar, men Phoebe tror att Rachel hellre vill bo kvar med Joey.                                                                 |                |                                                        |                                 |                                                               |                  |           |                           |
| 157 | 11             | "The One with All the Cheesecakes"                     | Gary Halvorson                  | Shana Goldberg-Meehan                                         | 4 januari 2001   | 226412    | 24,37                     |
| Phoebes gamla kärlek David kommer på besök från Minsk, och en romantisk kväll väntar. Rachel och Chandler smakar på grannens cheesecake.                                                                           |                |                                                        |                                 |                                                               |                  |           |                           |
| 158 | 12             | "The One Where They're Up All Night"                   | Kevin S. Bright                 | Zachary Rosenblatt                                            | 11 januari 2001  | 226413    | 22,86                     |
| Rachel och Tags första natt ihop får vänta då de kommer på att de glömt att skicka iväg en beställning på jobbet. Ross och Joey blir utelåsta på hustaket. Phoebes brandvarnare vägrar tystna.                     |                |                                                        |                                 |                                                               |                  |           |                           |
| 159 | 13             | "The One Where Rosita Dies"                            | Stephen Prime                   | Ellen Plummer, Sherry Bilsing, Brian Buckner, Sebastian Jones | 1 februari 2001  | 226415    | 22,24                     |
| Phoebe börjar på ett nytt jobb, men får en ovanlig första dag då hon stöter på en självmordsbenägen inköpschef. Både Rachel och Chandler tror att de har förstört Joeys favoritfåtölj.                             |                |                                                        |                                 |                                                               |                  |           |                           |
| 160 | 14             | "The One Where They All Turn Thirty"                   | Ben Weiss                       | Vanessa McCarthy, Ellen Plummer, Sherry Bilsing               | 8 februari 2001  | 226411    | 22,40                     |
| Rachel är nojig över att fylla 30, och vännerna minns när de själva fyllde 30. |                |                                                        |                                 |                                                               |                  |           |                           |
| 161 | 15             | "The One with Joey's New Brain"                        | Kevin S. Bright                 | Ellen Plummer, Sherry Bilsing, Andrew Reich, Ted Cohen        | 15 februari 2001 | 226416    | 21,75                     |
| Joey råkar avslöja för en kollega i sin TV-serie att hon ska bli utskriven ur manuset. Rachel och Phoebe försöker att sabotera varandras chanser att dejta en kille som glömt sin telefon på Central Perk.         |                |                                                        |                                 |                                                               |                  |           |                           |
| 162 | 16             | "The One with the Truth About London"                  | David Schwimmer                 | Brian Buckner, Sebastian Jones, Zachary Rosenblatt            | 22 februari 2001 | 226417    | 21,22                     |
| Monica och Chandler går till slut med på att låta Joey viga sig, när han blivit prästvigd via internet. Rachel lär Ben några busstreck medan hon är barnvakt.                                                      |                |                                                        |                                 |                                                               |                  |           |                           |
| 163 | 17             | "The One with the Cheap Wedding Dress"                 | Kevin S. Bright                 | Brian Buckner, Sebastian Jones, Andrew Reich, Ted Cohen       | 15 mars 2001     | 226414    | 20,84                     |
| Monica får ångra att hon tipsat en tjej om en affär som säljer billiga brudklänningar, då de båda har siktet inställt på samma brudklädning.                                                                       |                |                                                        |                                 |                                                               |                  |           |                           |
| 164 | 18             | "The One with Joey's Award"                            | Gary Halvorson                  | Ellen Plummer, Sherry Bilsing, Brian Boyle                    | 29 mars 2001     | 226418    | 17,81                     |
| Joey blir överväldigad när han får reda på att han är nominerad för en Soapie, det tredje största såpoperapriset. Monica får fjärilar i magen inför bröllopet.                                                     |                |                                                        |                                 |                                                               |                  |           |                           |
| 165 | 19             | "The One with Ross and Monica's Cousin"                | Gary Halvorson                  | Andrew Reich, Ted Cohen                                       | 19 april 2001    | 226421    | 16,55                     |
| När Monicas och Ross snygga kusin kommer på besök, distraherar hon alla män hon träffar. Rachel och Phoebe skyndar sig att planera Monicas möhippa.                                                                |                |                                                        |                                 |                                                               |                  |           |                           |
| 166 | 20             | "The One with Rachel's Big Kiss"                       | Gary Halvorson                  | Scott Silveri, Shana Goldberg-Meehan                          | 26 april 2001    | 226419    | 16,30                     |
| Rachel träffar på sin gamla kompis från college, och undrar om hon ska konfrontera henne om natten när deras vänskap tog en passionerad vändning.                                                                  |                |                                                        |                                 |                                                               |                  |           |                           |
| 167 | 21             | "The One with the Vows"                                | Gary Halvorson                  | Doty Abrams                                                   | 3 maj 2001       | 226424    | 15,65                     |
| Monica och Chandler skriver ner sina löften inför bröllopet, vilket visar sig vara enklare sagt än gjort. |                |                                                        |                                 |                                                               |                  |           |                           |
| 168 | 22             | "The One with Chandler's Dad"                          | Gary Halvorson, Kevin S. Bright | Greg Malins, Brian Buckner, Sebastian Jones                   | 10 maj 2001      | 226420    | 17,23                     |
| Monica ordnar ett möte mellan Chandler och hans pappa, då hon hoppas att de kan återförenas innan bröllopet. Rachel och en motvillig Ross lånar nycklarna till Monicas Porsche.                                    |                |                                                        |                                 |                                                               |                  |           |                           |
| 169 | 23             | "The One with Monica and Chandler's Wedding: Part One" | Kevin S. Bright                 | Greg Malins                                                   | 17 maj 2001      | 226422    | 30,05                     |
| Monica och Chandler samlar sina familjer inför bröllopet, men det finns ett problem: Chandler saknas. Medan Ross leter efter honom, försöker Rachel och Phoebe att distrahera den ovetande bruden.                 |                |                                                        |                                 |                                                               |                  |           |                           |
| 170 | 24             | "The One with Monica and Chandler's Wedding: Part Two" | Kevin S. Bright                 | Marta Kauffman, David Crane                                   | 17 maj 2001      | 226423    | 30,05                     |
| Monica och Chandler gifter sig. Någon bär på en stor hemlighet. |                |                                                        |                                 |                                                               |                  |           |                           |

### Säsong 8: 2001–02
| Avsnitt totalt | Avsnitt säsong | Titel                                       | Regisserad av   | Skriven av                                        | Sändningsdatum    | Prod. Kod | Antal milj. tittare (USA) |
| --- | -------------- | ------------------------------------------- | --------------- | ------------------------------------------------- | ----------------- | --------- | ------------------------- |
| 171 | 1              | "The One After 'I Do'"                      | Kevin S. Bright | David Crane, Marta Kauffman                       | 27 september 2001 | 227401    | 30,70                     |
| Monica och Chandlers bröllopsfest får fel fokus, då någon kanske väntar barn. Phoebe tror att det är Rachel, och hittar på en historia för att rädda sin vän.                                                                 |                |                                             |                 |                                                   |                   |           |                           |
| 172 | 2              | "The One with the Red Sweater"              | David Schwimmer | Dana Klein Borkow                                 | 4 oktober 2001    | 227402    | 30,04                     |
| Monica och Phoebe spekulerar över vem som kan vara pappa till Rachels barn. Joey kommer med ett förslag till Phoebe, då han tror att det är hon som är gravid.                                                                |                |                                             |                 |                                                   |                   |           |                           |
| 173 | 3              | "The One Where Rachel Tells..."             | Sheldon Epps    | Sherry Bilsing, Ellen Plummer                     | 11 oktober 2001   | 227403    | 29,20                     |
| Alla verkar veta vem pappan till Rachels barn är, utom pappan själv: Ross. Phoebe och Joey säger att det är en gasläcka i Monicas och Chandlers lägenhet.                                                                     |                |                                             |                 |                                                   |                   |           |                           |
| 174 | 4              | "The One with the Videotape"                | Kevin S. Bright | Scott Silveri                                     | 18 oktober 2001   | 227406    | 25,58                     |
| Ross och Rachel försöker förklara hur det kommer sig att de väntar barn, men blir oense om vem som egentligen tog initiativet. Ross berättar att han har allt inspelat på video.                                              |                |                                             |                 |                                                   |                   |           |                           |
| 175 | 5              | "The One with Rachel's Date"                | Gary Halvorson  | Brian Buckner, Sebastian Jones                    | 25 oktober 2001   | 227404    | 25,64                     |
| Ross blir skräckslagen när han får veta att den gravida Rachel ska gå på dejt med en snygg skådespelare. Monica vill ge en underkock sparken, något som upprör Phoebe.                                                        |                |                                             |                 |                                                   |                   |           |                           |
| 176 | 6              | "The One with the Halloween Party"          | Gary Halvorson  | Mark Kunerth                                      | 1 november 2001   | 227405    | 26,96                     |
| Monica anordnar en Halloweenfest. Phoebe träffar på sin tvillingsyster Ursulas fästman, och märker att även hon är attraherad av honom.                                                                                       |                |                                             |                 |                                                   |                   |           |                           |
| 177 | 7              | "The One with the Stain"                    | Kevin S. Bright | R. Lee Fleming Jr.                                | 8 november 2001   | 227407    | 24,24                     |
| Ross får reda på att Rachel vill flytta till en egen lägenhet. Han föreslår då en ledig lägenhet i samma hus som hans. Joey kämpar för att Rachel ska vilja stanna.                                                           |                |                                             |                 |                                                   |                   |           |                           |
| 178 | 8              | "The One with the Stripper"                 | David Schwimmer | Andrew Reich, Ted Cohen                           | 15 november 2001  | 227408    | 26,54                     |
| Monica känner sig skyldig för att Chandler inte haft någon svensexa, och hyr därför en strippa åt honom, men Chandler väntar på en ännu större överraskning.                                                                  |                |                                             |                 |                                                   |                   |           |                           |
| 179 | 9              | "The One with the Rumor"                    | Gary Halvorson  | Shana Goldberg-Meehan                             | 22 november 2001  | 227410    | 24,24                     |
| Monica träffar på en gammal vän från skolan, och bjuder honom till deras Thanksgivingfest, ovetande om att han inte tycker om Rachel.                                                                                         |                |                                             |                 |                                                   |                   |           |                           |
| 180 | 10             | "The One with Monica's Boots"               | Kevin S. Bright | Robert Carlock, Brian Buckner, Sebastian Jones    | 6 december 2001   | 227409    | 22,44                     |
| Chandler tappar hakan när han får höra hur mycket Monicas nya stövlar kostar. Phoebe får reda på att Ross son går i samma skola som Stings son, och försöker ordna biljetter till hans konsert.                               |                |                                             |                 |                                                   |                   |           |                           |
| 181 | 11             | "The One with Ross's Step Forward"          | Gary Halvorson  | Robert Carlock                                    | 13 december 2001  | 227411    | 23,85                     |
| Ross blir nervös när Mona vill skicka ut ett gemensamt julkort. Rachels graviditetshormoner tar fart, och hon letar efter nya romantiska partners, till exempel Joey.                                                         |                |                                             |                 |                                                   |                   |           |                           |
| 182 | 12             | "The One Where Joey Dates Rachel"           | David Schwimmer | Sherry Bilsing-Graham, Ellen Plummer              | 10 januari 2002   | 227412    | 25,53                     |
| Rachel går ut med Joey för att förbereda honom för en viktig dejt. Dejten blir en succé och Joey inser att han har känslor för Rachel.                                                                                        |                |                                             |                 |                                                   |                   |           |                           |
| 183 | 13             | "The One Where Chandler Takes a Bath"       | Ben Weiss       | Vanessa McCarthy                                  | 17 januari 2002   | 227413    | 29,24                     |
| Joey känner sig skyldig över sina känslor för Rachel, och saker blir ännu konstigare när Monica tror att det är Phoebe som han har känslor för.                                                                               |                |                                             |                 |                                                   |                   |           |                           |
| 184 | 14             | "The One with the Secret Closet"            | Kevin S. Bright | Brian Buckner, Sebastian Jones                    | 31 januari 2002   | 227414    | 28,64                     |
| Chandler vill till varje pris få reda på vad som finns i en hemlig garderob i deras lägenhet. Phoebe känner sig sviken när hon får reda på att Monica gått till en annan massös.                                              |                |                                             |                 |                                                   |                   |           |                           |
| 185 | 15             | "The One with the Birthing Video"           | Kevin S. Bright | Dana Klein Borkow                                 | 7 februari 2002   | 227415    | 28,64                     |
| Monica satsar stenhårt på Alla Hjärtans Dag med sexiga underkläder och barnförbjuden underhållning. Chandler är svårövertalad, då han sett en förlossningsvideo som är ämnad för Rachel.                                      |                |                                             |                 |                                                   |                   |           |                           |
| 186 | 16             | "The One Where Joey Tells Rachel"           | Ben Weiss       | Andrew Reich, Ted Cohen                           | 28 februari 2002  | 227416    | 27,52                     |
| Joey berättar för Ross om sina känslor för Rachel. De kommer överens om att Joey ska berätta för henne under en middag, oavsett vad konsekvenserna blir. Chandler tror att Monica passar bättre ihop med Phoebes nya pojkvän. |                |                                             |                 |                                                   |                   |           |                           |
| 187 | 17             | "The One with the Tea Leaves"               | Gary Halvorson  | R. Lee Fleming Jr., Steven Rosenhaus              | 7 mars 2002       | 227417    | 26,30                     |
| Phoebe spår i teblad, och säger att hon snart kommer hitta sina drömmars man. Joey håller låg profil, då han skäms över att ha berättat om sina känslor för Rachel.                                                           |                |                                             |                 |                                                   |                   |           |                           |
| 188 | 18             | "The One in Massapequa"                     | Gary Halvorson  | Peter Tibbals, Mark Kunerth                       | 28 mars 2002      | 227418    | 22,05                     |
| Monicas och Ross föräldrar bjuder in till sin 35-åriga bröllopsmiddag, och Monica ska hålla tal. Alla retar sig på Phoebes nya pojkvän, då han är ovanligt positiv till allt.                                                 |                |                                             |                 |                                                   |                   |           |                           |
| 189 | 19             | "The One with Joey's Interview"             | Gary Halvorson  | Doty Abrams                                       | 4 april 2002      | 227424    | 22,59                     |
| Joey blir uppspelt när hans namn finns i ett såpoperakorsord, men han är skeptisk till att göra en intervju med dem, eftersom han hamnade i massor av trubbel förra gången.                                                   |                |                                             |                 |                                                   |                   |           |                           |
| 190 | 20             | "The One with the Baby Shower"              | Kevin S. Bright | Sherry Bilsing-Graham, Ellen Plummer              | 25 april 2002     | 227421    | 22,24                     |
| Rachel får panik då hon känner sig oförberedd på att barnet snart ska komma. Rachels mamma vill hjälpa dem att ta hand om barnet, och erbjuder sig att flytta in.                                                             |                |                                             |                 |                                                   |                   |           |                           |
| 191 | 21             | "The One with the Cooking Class"            | Gary Halvorson  | Dana Klein Borkow, Brian Buckner, Sebastian Jones | 2 maj 2002        | 227419    | 23,97                     |
| Monicas restaurang får dåliga recensioner, och hon tar med sig Joey för att skälla ut kritikern, då de istället hamnar på en matlagningskurs. En kassörska flirtar med Ross då han handlar babysaker tillsammans med Rachel.  |                |                                             |                 |                                                   |                   |           |                           |
| 192 | 22             | "The One Where Rachel is Late"              | Gary Halvorson  | Shana Goldberg-Meehan                             | 9 maj 2002        | 227420    | 24,32                     |
| Rachel har gått över tiden och är fast besluten att prova allt som kan sätta igång förlossningen. Joey blir sur när Chandler somnar på premiärvisningen av hans film.                                                         |                |                                             |                 |                                                   |                   |           |                           |
| 193 | 23             | "The One Where Rachel Has a Baby: Part One" | Kevin S. Bright | Scott Silveri                                     | 16 maj 2002       | 227422    | 34,91                     |
| Rachels bebis närmar sig nedkomst. Chandler och Monica försöker att hitta ett privat ställe där de kan skaffa en egen bebis.                                                                                                  |                |                                             |                 |                                                   |                   |           |                           |
| 194 | 24             | "The One Where Rachel Has a Baby: Part Two" | Kevin S. Bright | Marta Kauffman, David Crane                       | 16 maj 2002       | 227423    | 34,91                     |
| Rachel föder barn, och döper henne till Emma. Joey hittar Ross förlovningsring, och Rachel tror att Joey friar till honom. |                |                                             |                 |                                                   |                   |           |                           |

### Säsong 9: 2002–03
| Avsnitt totalt | Avsnitt säsong | Titel                                    | Regisserad av      | Skriven av                                                           | Sändningsdatum    | Prod. Kod | Antal milj. tittare (USA) |
| --- | -------------- | ---------------------------------------- | ------------------ | -------------------------------------------------------------------- | ----------------- | --------- | ------------------------- |
| 195 | 1              | "The One Where No One Proposes"          | Kevin S. Bright    | Sherry Bilsing-Graham, Ellen Plummer                                 | 26 september 2002 | 175251    | 34,01                     |
| Ett missförstånd gör att Rachel tror att hon är förlovad med Joey istället för Ross. Saker blir ännu mer förvirrande när Phoebe tror att det är Ross som har friat till Rachel.                                                                           |                |                                          |                    |                                                                      |                   |           |                           |
| 196 | 2              | "The One Where Emma Cries"               | Sheldon Epps       | Dana Klein Borkow                                                    | 3 oktober 2002    | 175252    | 28,93                     |
| Joey försöker be Ross om ursäkt för att han av misstag friat till Rachel, men det slutar med en sjukhusvistelse. En trött Rachel försöker få Emma att sluta skrika.                                                                                       |                |                                          |                    |                                                                      |                   |           |                           |
| 197 | 3              | "The One with the Pediatrician"          | Roger Christiansen | Brian Buckner, Sebastian Jones                                       | 10 oktober 2002   | 175254    | 26,63                     |
| Rachel ringer konstant till en barnläkare, vilket tvingar honom att avsäga sig Emma som patient. Ross blir obekväm när Rachel söker upp Ross gamla barnläkare, mest för att han fortfarande är Ross läkare.                                               |                |                                          |                    |                                                                      |                   |           |                           |
| 198 | 4              | "The One with the Sharks"                | Ben Weiss          | Andrew Reich, Ted Cohen                                              | 17 oktober 2002   | 175253    | 25,82                     |
| Phoebe oroar sig för att mista sin nya pojkvän, och Ross kommer med dumma kommentarer som inte alls hjälper. Monica fruktar att Chandler går igång på hajar.                                                                                              |                |                                          |                    |                                                                      |                   |           |                           |
| 199 | 5              | "The One with Phoebe's Birthday Dinner"  | David Schwimmer    | Scott Silveri                                                        | 31 oktober 2002   | 175255    | 24,46                     |
| Vännerna ska gå på fin restaurang och fira Phoebes födelsedag, men till en början är det bara Phoebe och Joey som dyker upp. |                |                                          |                    |                                                                      |                   |           |                           |
| 200 | 6              | "The One with the Male Nanny"            | Kevin S. Bright    | David Crane, Marta Kauffman                                          | 7 november 2002   | 175256    | 27,51                     |
| Rachels val av en manlig barnpassare upprör Ross. Phoebe måste välja mellan sin nya pojkvän Mike och sin gamla kärlek David. |                |                                          |                    |                                                                      |                   |           |                           |
| 201 | 7              | "The One with Ross's Inappropriate Song" | Gary Halvorson     | Robert Carlock                                                       | 14 november 2002  | 175257    | 25,35                     |
| När Chandlers gamla kärleksrival ska sälja sin lägenhet, går Chandler och Joey på en visning i smyg, där de gör en chockerande upptäckt. Ross rappar, och kommer på att det är enda sättet att få Emma att skratta.                                       |                |                                          |                    |                                                                      |                   |           |                           |
| 202 | 8              | "The One with Rachel's Other Sister"     | Kevin S. Bright    | Shana Goldberg-Meehan                                                | 21 november 2002  | 175258    | 26,76                     |
| Kvällen före Thanksgiving kommer Rachels andra syster på besök, men förstör stämningen med sina ocensurerade kommentarer. |                |                                          |                    |                                                                      |                   |           |                           |
| 203 | 9              | "The One with Rachel's Phone Number"     | Ben Weiss          | Mark Kunerth                                                         | 5 december 2002   | 175259    | 25,43                     |
| Impulsiva Rachel ger sitt telefonnummer till en snygg kille i en bar, och blir sedan orolig att han ska ringa när Ross är hemma. Mike och Ross försöker desperat hitta samtalsämnen medan de är barnvakt åt Emma.                                         |                |                                          |                    |                                                                      |                   |           |                           |
| 204 | 10             | "The One with Christmas in Tulsa"        | Kevin S. Bright    | Doty Abrams                                                          | 12 december 2002  | 175260    | 22,29                     |
| Chandler måste åka till Tulsa över jul för att jobba. Monica anar det värsta, när hon får höra att hans snygga kollega Wendy också ska jobba. |                |                                          |                    |                                                                      |                   |           |                           |
| 205 | 11             | "The One Where Rachel Goes Back to Work" | Gary Halvorson     | Judd Rubin, Peter Tibbals                                            | 9 januari 2003    | 175261    | 23,67                     |
| Rachel återvänder till jobbet och träffar Gavin, som har varit hennes ersättare när hon varit mammaledig. Phoebe jobbar som statist på Joeys TV-serie. |                |                                          |                    |                                                                      |                   |           |                           |
| 206 | 12             | "The One with Phoebe's Rats"             | Ben Weiss          | Dana Klein Borkow, Brian Buckner, Sebastian Jones                    | 16 januari 2003   | 175262    | 23,66                     |
| Rachel blir irriterad när hon får veta att Gavin är bjuden på hennes födelsedagsfest. Ross försöker hålla Joey borta från Emmas nya barnflicka. |                |                                          |                    |                                                                      |                   |           |                           |
| 207 | 13             | "The One Where Monica Sings"             | Gary Halvorson     | Sherry Bilsing-Graham, Ellen Plummer, Steven Rosenhaus               | 30 januari 2003   | 175263    | 25,82                     |
| Rachel kommer underfund med sina känslor för Gavin, samtidigt som Ross tar hjälp av Chandler för att ragga tjejer för att göra henne svartsjuk. Monicas genomskinliga topp gör succé när Phoebe tar med henne på karaokekväll.                            |                |                                          |                    |                                                                      |                   |           |                           |
| 208 | 14             | "The One with the Blind Dates"           | Gary Halvorson     | Sherry Bilsing-Graham, Ellen Plummer                                 | 6 februari 2003   | 175265    | 23,37                     |
| Joey och Phoebe anordnar förfärliga blinddejter för Ross och Rachel i hopp om att de ska hitta tillbaka till varandra. |                |                                          |                    |                                                                      |                   |           |                           |
| 209 | 15             | "The One with the Mugging"               | Gary Halvorson     | Peter Tibbals                                                        | 13 februari 2003  | 175264    | 20,85                     |
| Joey utvecklar en speciell skådespelarteknik under en provspelning för att imponera på rollsättarna. Ross upptäcker vem som rånade honom när han var barn.                                                                                                |                |                                          |                    |                                                                      |                   |           |                           |
| 210 | 16             | "The One with the Boob Job"              | Gary Halvorson     | Mark Kunerth                                                         | 20 februari 2003  | 175266    | 19,52                     |
| Monica och Chandler har ont om pengar, så båda ber var för sig Joey om att få låna, ovetande om att den andra också frågat. Phoebe frågar Mike om de ska flytta ihop.                                                                                     |                |                                          |                    |                                                                      |                   |           |                           |
| 211 | 17             | "The One with the Memorial Service"      | Gary Halvorson     | Robert Carlock, Brian Buckner, Sebastian Jones                       | 13 mars 2003      | 175267    | 21,00                     |
| Chandler skriver en påhittad biografi om Ross på sin collegesida, vilket får Ross att göra samma sak, och Internetkriget är i full gång. |                |                                          |                    |                                                                      |                   |           |                           |
| 212 | 18             | "The One with the Lottery"               | Gary Halvorson     | Brian Buckner, Sebastian Jones, Sherry Bilsing-Graham, Ellen Plummer | 3 april 2003      | 175268    | 20,79                     |
| Vännerna hoppas på att vinna storkovan i lotteriet och köper därför massvis med lotter. Spänningar uppstår när vännerna diskuterar hur en eventuell vinst ska spenderas.                                                                                  |                |                                          |                    |                                                                      |                   |           |                           |
| 213 | 19             | "The One with Rachel's Dream"            | Terry Hughes       | Dana Klein Borkow, Mark Kunerth                                      | 17 april 2003     | 175269    | 18,25                     |
| Joey blir nervös när han ska spela in en romantisk scen, och tar hjälp av Rachel för att öva. Efter att ha sett Joeys scen får Rachel en överraskande dröm om Joey.                                                                                       |                |                                          |                    |                                                                      |                   |           |                           |
| 214 | 20             | "The One with the Soap Opera Party"      | Sheldon Epps       | Shana Goldberg-Meehan, Andrew Reich, Ted Cohen                       | 24 april 2003     | 175270    | 20,71                     |
| Ross blir exalterad när hans nya paleontologkollega Charlie visar sig vara en snygg tjej. Joey håller en fest på taket för alla medverkande i sin TV-serie.                                                                                               |                |                                          |                    |                                                                      |                   |           |                           |
| 215 | 21             | "The One with the Fertility Test"        | Gary Halvorson     | Scott Silveri, Robert Carlock                                        | 1 maj 2003        | 175271    | 19,03                     |
| Ross blir sårad när den smarta Charlie börjar dejta den ytliga Joey. Joey frågar dock Ross om hur han ska imponera på henne. Chandler och Monica besöker en fertilitetsklinik där de träffar en gammal bekant.                                            |                |                                          |                    |                                                                      |                   |           |                           |
| 216 | 22             | "The One with the Donor"                 | Ben Weiss          | Andrew Reich, Ted Cohen                                              | 8 maj 2003        | 175272    | 19,55                     |
| Monica och Chandler blir ledsna och besvikna när de får reda på att de inte kan skaffa biologiska barn, men funderar istället på alternativen. Chandler bjuder hem en kollega för "intervju", då han är ovetande om att han är påtänkt som spermadonator. |                |                                          |                    |                                                                      |                   |           |                           |
| 217 | 23             | "The One in Barbados: Part One"          | Kevin S. Bright    | Shana Goldberg-Meehan, Scott Silveri                                 | 15 maj 2003       | 175273    | 25,46                     |
| Ross fixar fripass åt hela gänget till en paleontologikonferens på Barbados, och lyckas även återskapa sitt tal med hjälp av Charlie, efter lite oväntat datorstrul. Mike dyker upp för att vinna tillbaka Phoebe.                                        |                |                                          |                    |                                                                      |                   |           |                           |
| 218 | 24             | "The One in Barbados: Part Two"          | Kevin S. Bright    | Marta Kauffman, David Crane                                          | 15 maj 2003       | 175274    | 25,46                     |
| Monica och Mike spelar en svettig match pingis. Rachel kan inte dölja sina känslor för Joey längre... |                |                                          |                    |                                                                      |                   |           |                           |

### Säsong 10: 2003–04
| Avsnitt totalt | Avsnitt säsong | Titel                                    | Regisserad av      | Skriven av                                | Sändningsdatum    | Prod. Kod | Antal milj. tittare (USA) |
| --- | -------------- | ---------------------------------------- | ------------------ | ----------------------------------------- | ----------------- | --------- | ------------------------- |
| 219 | 1              | "The One After Joey and Rachel Kiss"     | Kevin S. Bright    | Andrew Reich, Ted Cohen                   | 25 september 2003 | 176251    | 24,54                     |
| Många kärleksrelationer uppstår då Chandler, Monica och Phoebe hör Ross och Charlie kyssa varandra vägg i vägg från sitt hotellrum.                                                                                                   |                |                                          |                    |                                           |                   |           |                           |
| 220 | 2              | "The One Where Ross is Fine"             | Ben Weiss          | Sherry Bilsing-Graham, Ellen Plummer      | 2 oktober 2003    | 176252    | 22,38                     |
| Rachel, Joey och Charlie tillbringar en obekväm kväll hemma hos Ross. Chandler och Monica besöker ett par som har adopterat en ung pojke. Phoebe får besök av Frank Jr. som inte orkar med sina trillingar.                           |                |                                          |                    |                                           |                   |           |                           |
| 221 | 3              | "The One with Ross's Tan"                | Gary Halvorson     | Brian Buckner                             | 9 oktober 2003    | 176253    | 21,87                     |
| Rachel och Joey är nervösa då de ska tillbringa sin första riktiga natt ihop. Monica och Phoebe får besök av en jobbig kompis från förr. Ross blir imponerad av Monicas bruna ben och besöker en spraysalong för att få samma färg.   |                |                                          |                    |                                           |                   |           |                           |
| 222 | 4              | "The One with the Cake"                  | Gary Halvorson     | Robert Carlock                            | 23 oktober 2003   | 176254    | 18,77                     |
| Emma fyller år, men Monica och Chandler vill bara komma iväg till Vermont på en romantisk helg. Kalaset blir även försenat när fel tårta har levererats.                                                                              |                |                                          |                    |                                           |                   |           |                           |
| 223 | 5              | "The One Where Rachel's Sister Babysits" | Roger Christiansen | Dana Klein Borkow                         | 30 oktober 2003   | 176255    | 19,37                     |
| Rachel övertygar Ross att hennes bortskämda syster Amy ska få vara barnvakt åt Emma. Phoebe råkar förstöra Mikes överraskning. Joey skrämmer Monica och Chandler när han skriver ett rekommendationsbrev till en adoptionsbyrå.       |                |                                          |                    |                                           |                   |           |                           |
| 224 | 6              | "The One with Ross's Grant"              | Ben Weiss          | Sebastian Jones                           | 6 november 2003   | 176256    | 20,38                     |
| Ross är en av kanditaterna till ett stipendium, men i kommittén sitter Charlies ex-pojkvän. Monica och Rachel blir livrädda för en av Phoebes egenmålade tavlor.                                                                      |                |                                          |                    |                                           |                   |           |                           |
| 225 | 7              | "The One with the Home Study"            | Kevin S. Bright    | Mark Kunerth                              | 13 november 2003  | 176257    | 20,21                     |
| Monica och Chandler får besök av en kvinna från adoptionsbyrån, som bekänner att hon haft en romans i samma hus med en kille som hette Joey.                                                                                          |                |                                          |                    |                                           |                   |           |                           |
| 226 | 8              | "The One with the Late Thanksgiving"     | Gary Halvorson     | Shana Goldberg-Meehan                     | 20 november 2003  | 176259    | 20,66                     |
| Monica ordnar en Thanksgivingmiddag och blir vansinnig när ingen dyker upp. Ross och Joey går på ishockey, och Phoebe och Rachel tar med Emma på en skönhetstävling för barn.                                                         |                |                                          |                    |                                           |                   |           |                           |
| 227 | 9              | "The One with the Birth Mother"          | David Schwimmer    | Scott Silveri                             | 8 januari 2004    | 176258    | 25,49                     |
| Monica och Chandler åker till Ohio för att träffa en ung kvinna som överväger om de får adoptera hennes barn när det föds. Joey dejtar en vän till Phoebe.                                                                            |                |                                          |                    |                                           |                   |           |                           |
| 228 | 10             | "The One Where Chandler Gets Caught"     | Gary Halvorson     | Doty Abrams                               | 15 januari 2004   | 176268    | 26,68                     |
| Phoebe och Rachel ser Chandler hoppa in i en bil med en annan kvinna, och de fruktar det värsta. När de berättar för Monica kommer det fram att hon är en husmäklare som visat dem hus utanför stan.                                  |                |                                          |                    |                                           |                   |           |                           |
| 229 | 11             | "The One Where the Stripper Cries"       | Kevin S. Bright    | Marta Kauffman, David Crane               | 5 februari 2004   | 176260    | 24,91                     |
| Joey är gäst i ett välkänt lekprogram i TV. När Monica och Rachel försöker att anordna en "vuxen" möhippa för Phoebe blir de tvingade att anlita en strippa i sista minuten. Chandler och Ross går på sin collegeåterträff.           |                |                                          |                    |                                           |                   |           |                           |
| 230 | 12             | "The One with Phoebe's Wedding"          | Kevin S. Bright    | Robert Carlock, Dana Klein Borkow         | 12 februari 2004  | 176262    | 25,90                     |
| Phoebe ska gifta sig med Mike, men Monicas nitiska planerande blir för mycket för Phoebe. Den stora dagen blir kaotisk då en stor snöstorm når stan.                                                                                  |                |                                          |                    |                                           |                   |           |                           |
| 231 | 13             | "The One Where Joey Speaks French"       | Gary Halvorson     | Sherry Bilsing-Graham, Ellen Plummer      | 19 februari 2004  | 176261    | 24,27                     |
| När Phoebe försöker lära Joey prata franska för en provspelning men misslyckas, försöker hon övertyga rollsättaren om att Joey är efterbliven. Ross tackar nej till sympatisex med Rachel efter att hennes pappa fått en hjärtattack. |                |                                          |                    |                                           |                   |           |                           |
| 232 | 14             | "The One with Princess Consuela"         | Gary Halvorson     | Robert Carlock, Tracy Reilly              | 26 februari 2004  | 176263    | 22,83                     |
| Rachel får sparken från sitt jobb på samma dag som Ross får fast tjänst. Joey följer med Monica och Chandler för att titta på sitt nya hus. Phoebe ändrar sitt namn.                                                                  |                |                                          |                    |                                           |                   |           |                           |
| 233 | 15             | "The One Where Estelle Dies"             | Gary Halvorson     | Mark Kunerth, Marta Kauffman, David Crane | 22 april 2004     | 176264    | 22,64                     |
| Phoebe försöker att undanhålla för Joey att hans agent Estelle har dött. Monica och Chandler tittar på huset bredvid det som de redan köpt, och upptäcker att Chandlers ex-flickvän Janice är intresserad av att köpa huset.          |                |                                          |                    |                                           |                   |           |                           |
| 234 | 16             | "The One with Rachel's Going Away Party" | Gary Halvorson     | Andrew Reich, Ted Cohen                   | 29 april 2004     | 176265    | 24,51                     |
| Ross blir arg när Rachel bestämmer sig för att på Monicas avskedsfest ta ett enskilt och tårfyllt farväl av allihop utom honom. |                |                                          |                    |                                           |                   |           |                           |
| 235 | 17             | "The Last One: Part One"                 | Kevin S. Bright    | Marta Kauffman, David Crane               | 6 maj 2004        | 176266    | 52,46                     |
| De sex vännerna börjar planera nästa steg i sina liv och tillbringar sin sista dag tillsammans. Stora beslut om framtiden fattas, och planer ändras i sista minuten.                                                                  |                |                                          |                    |                                           |                   |           |                           |
| 236 | 18             | "The Last One: Part Two"                 | Kevin S. Bright    | Marta Kauffman, David Crane               | 6 maj 2004        | 176267    | 52,46                     |
| De sex vännerna börjar planera nästa steg i sina liv, och spenderar sin sista dag tillsammans. Stora beslut om framtiden fattas, och planer ändras i sista minuten.                                                                   |                |                                          |                    |                                           |                   |           |                           |

### Friends: The Reunion
Den 12 november 2019 meddelade Hollywood Reporter att Warner Bros. höll på att utveckla en återförening av Vänner för HBO Max där seriens originalskådespelare och skapare skulle medverka i. Specialavsnittet Friends: The Reunion hade premiär den 27 maj 2021 på HBO.